# 秀茂坪邨
秀茂坪邨（英語：Sau Mau Ping Estate）是香港房屋委員會轄下的公共屋邨之一，位於九龍觀塘區秀茂坪，主要由房屋署總建築師（3）負責設計，委聘胡周黃建築師事務所為第十五期作詳細設計工作，而李景勳、雷煥庭建築師有限公司（ALKF+）則負責整個第十期的設計工作全邨現由創毅物業服務顧問有限公司負責屋邨管理。截至2023年，秀茂坪邨為本港居住人口第二多的公共屋邨。另外，秀茂坪邨亦是全港最多認可人口的公共屋邨，比本港居住人口最多的公共屋邨葵涌邨多約600人。
屋邨樓宇設計以和諧式為主，另設雙塔式、單向設計大廈及非標準設計大廈。本邨是全港唯一集齊和諧一、二及三型的屋邨，其中秀康樓及秀樂樓更是全港唯一兩座相連和諧二型設計大廈；若計及屬於同一屋邨重建計劃的曉麗苑及秀茂坪南邨，此邨更是全港僅有齊集所有世代及大部份型號的和諧式大廈（第一代、第二代、第三代、第三代後期版本，以及新和諧一型）的公共房屋項目。屋邨內的秀茂坪商場在2003年獲得香港工程師學會卓越結構嘉許獎。

## 歷史簡介

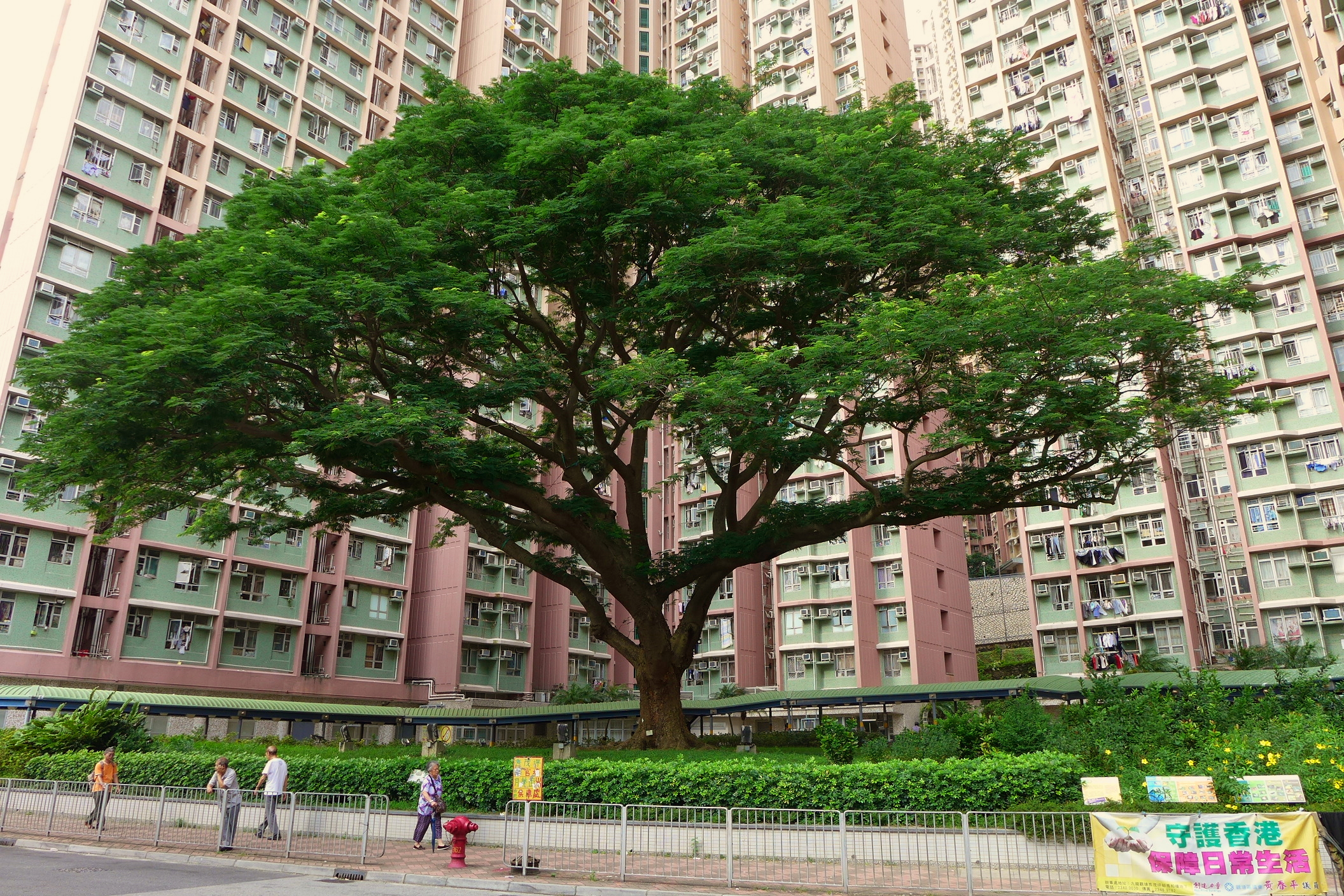
秀茂坪邨秀和樓與秀逸樓前的合歡樹，樹高35米，樹冠寬達42米，為香港公共屋邨現存最大的同類樹種

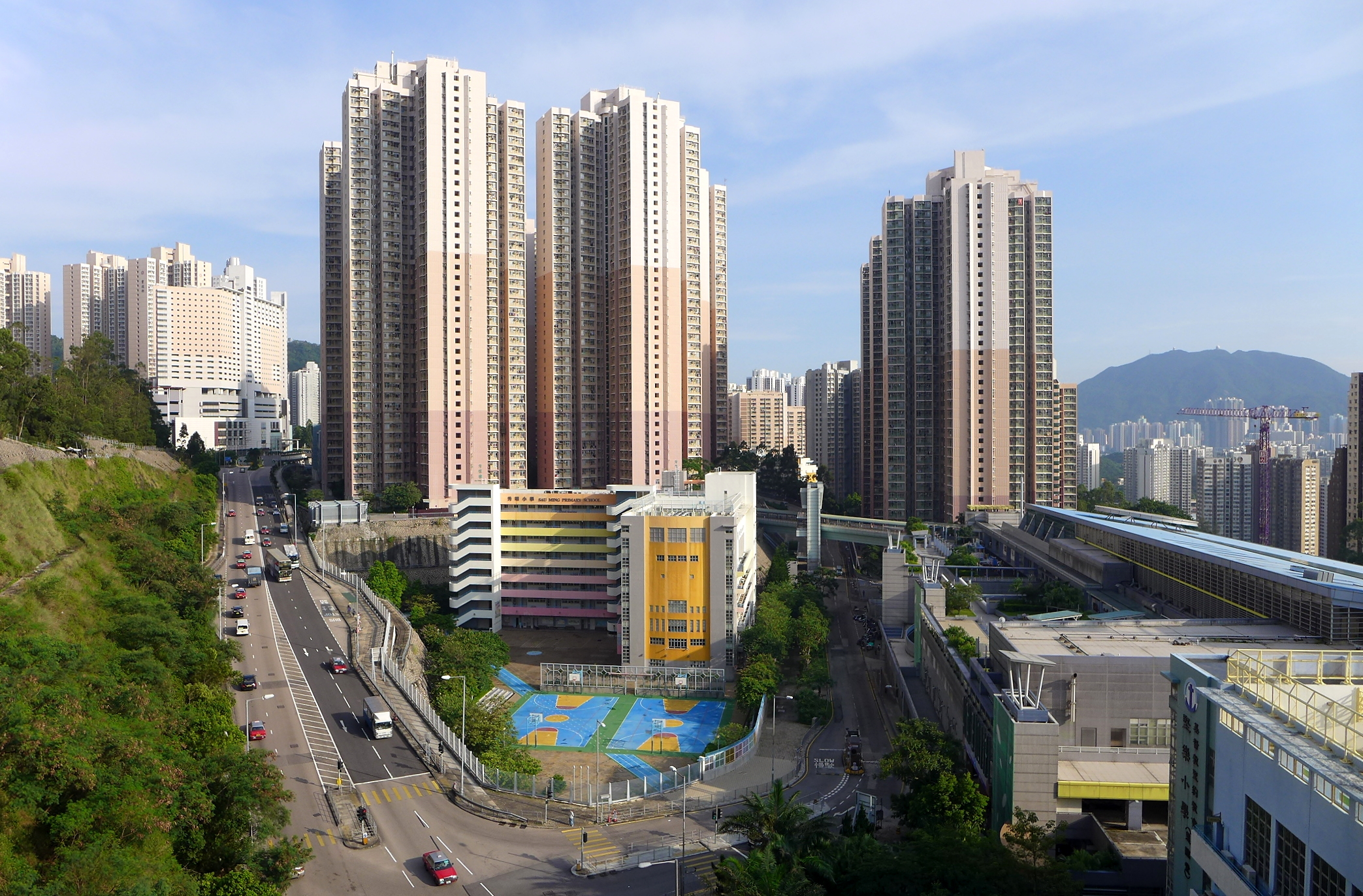
翻油前的秀明小學校舍（2016年8月）

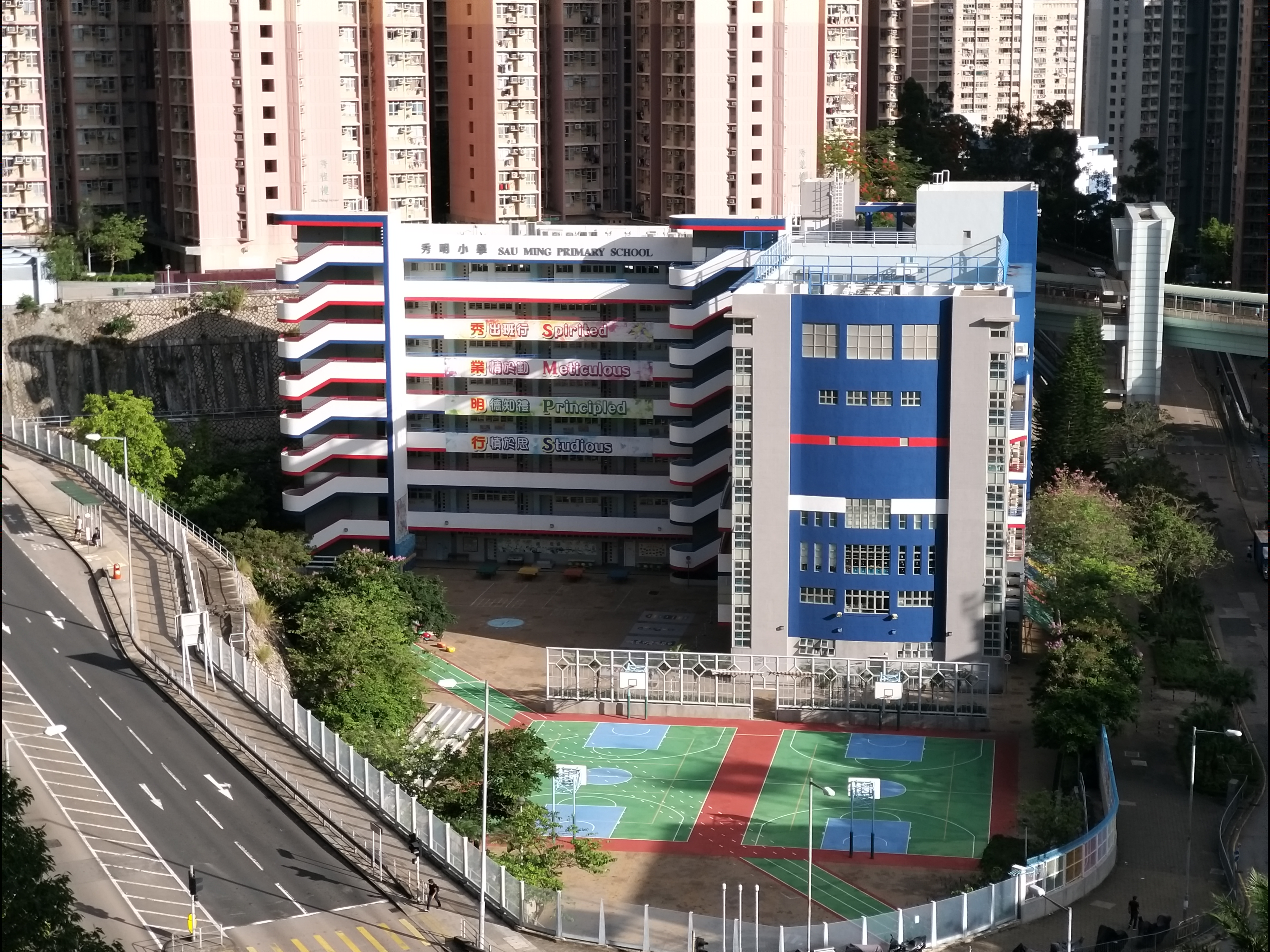
翻油後的秀明小學校舍（2021年5月）

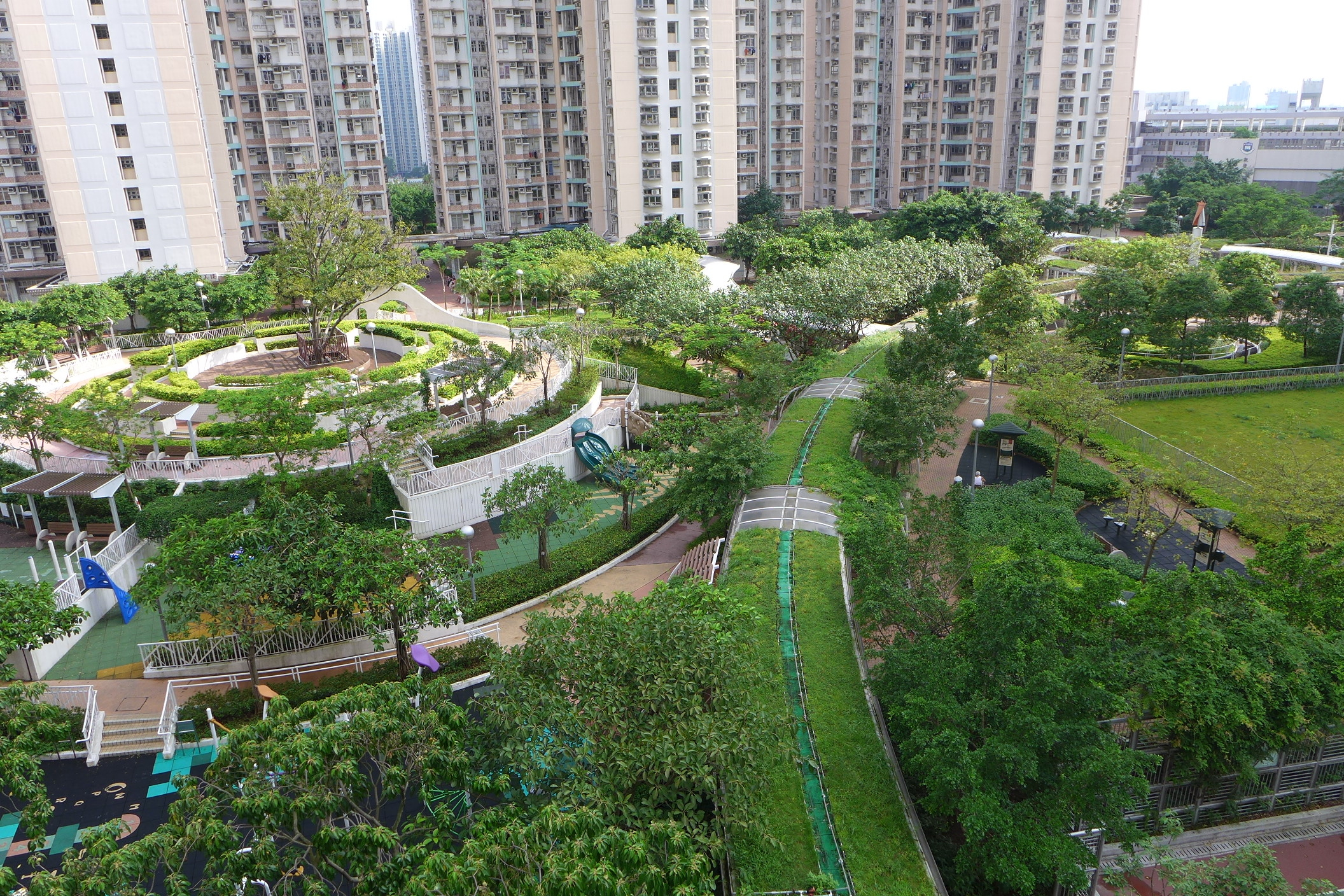
秀茂坪南邨綠化比例多達43%

重建前的秀茂坪邨的原稱為秀茂坪新區，後來改稱為秀茂坪徙置區。在1963年的秀茂坪邨地基工程第四期中平整了建邨所需的梯田狀土地，同年為屋邨命名，1964年至1971年間入伙。亦是大坑蓮花宮、紅磡大環路木屋區、黃大仙昇平村及仁愛新村、筲箕灣淺水碼頭村、成安村、教民村、馬山村、橫坑村及富斗窟村村民的指定安置屋邨。
屋邨原本興建了44座徙置大廈，其中，第1至17座為第三型徙置大廈（此等樓宇主要接收因東頭平房區火災而無家可歸人士；另外，第16座是全港唯一與「火柴盒」小學相連的同類大廈，而該校舍名為17A座），在1963年9月動工；第19至41座為第五型徙置大廈，第42至45座為第六型徙置大廈。由於技術問題，第18座並無興建，並曾改為足球場。至1979年11月，由於此邨規劃過於龐大，難以管理，房委會決定將秀茂坪邨分為4個屋邨管理。
1984年11月，在原訂計劃的第18座位置上興建的秀明樓落成，使秀茂坪邨公屋數目增至45座。至今，秀明樓是秀茂坪邨現存最舊的樓宇，亦是唯一一座所有單位均設有原裝煤氣熱水爐通風口的雙塔式大廈。
1990年代起，秀茂坪邨原有44座舊式公屋陸續清拆重建（包括被列為26座問題公屋之一而封閉的第26座），首先重建完成的是秀安樓和秀富樓，在1993年落成；前第1至17座（下秀茂坪/四邨）則重建成為居屋屋苑曉麗苑。此外，第42至45座以北的舊寮屋區「樂安村」（已於1981年因五級大火而滅村）遺址，亦獲納入重建區域。其後，多數樓宇均於1996-98年間重建，完工後與先前重建的樓宇再次併為單一的秀茂坪邨；至於最後在2003年才重建的部分二邨，則維持拆分為獨立屋邨，並命名為秀茂坪南邨。
按照1980年代尾的構想，此邨原訂將會興建10幢和諧二型大廈，成為全港擁有最多同款大廈的屋邨。但是，由於和諧二型設計缺乏彈性，以及時間因素，最後本邨只落成2幢和諧二型大廈，其餘重建工地則改為採用和諧一型等其他樓宇型號。
2001年，服務設施大樓正式投入服務。
2019年9月17日，秀茂坪邨第十期（秀潤樓）竣工入伙，代表整個重建計劃正式結束，較原訂2004年全數完工的目標遲15年完成。而位於同一座基座的秀茂坪社區會堂、登山升降機塔連行人天橋、秀茂坪公共圖書館新館及一間由志願團體開辦的自修室，亦於2019-2021年間分階段入伙及投入服務。

### 秀茂坪邨圖片集

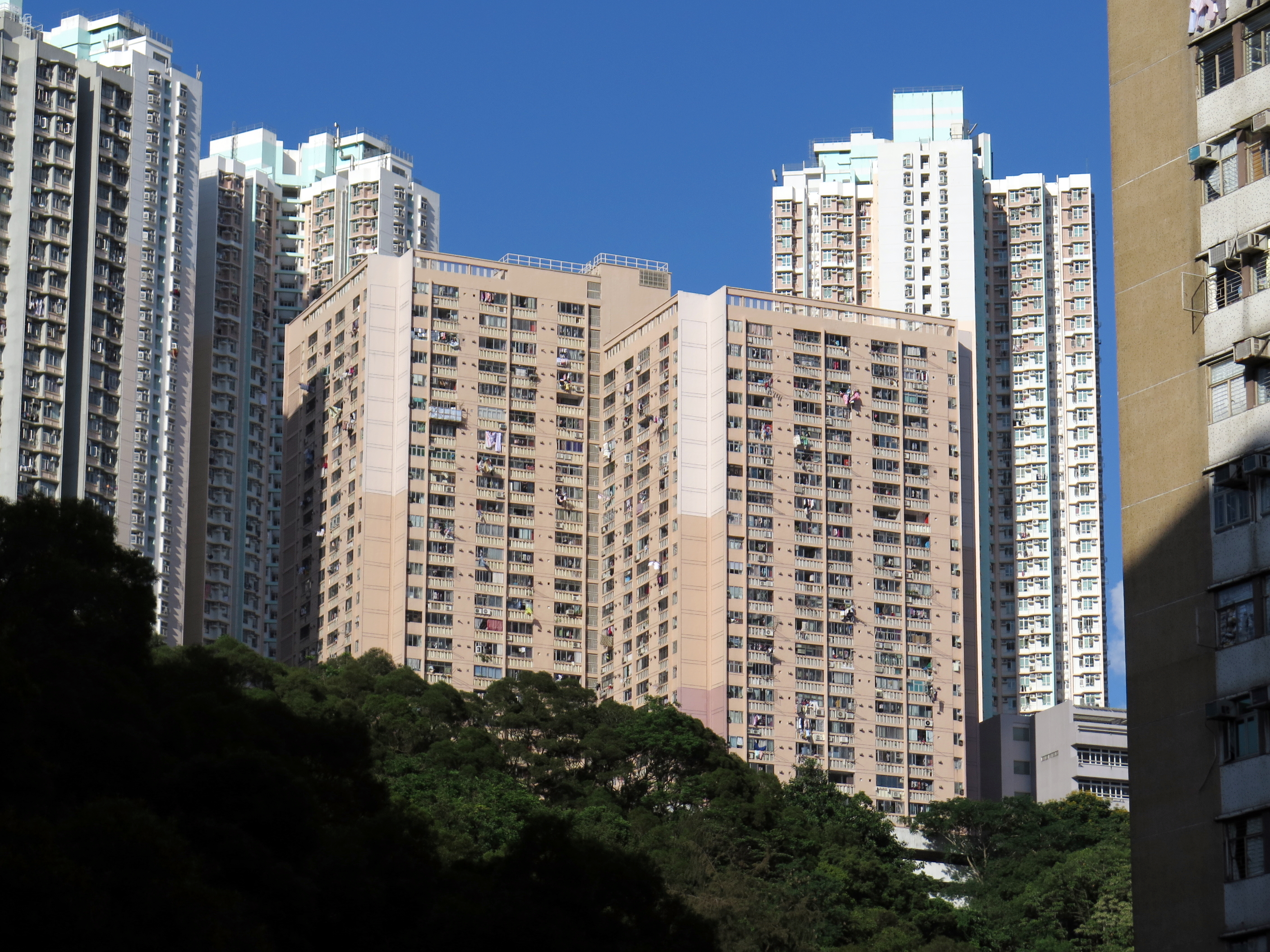
1984年落成的秀明樓採用雙塔式大廈設計，亦是這款公屋類型設計中全港最後落成的一座。
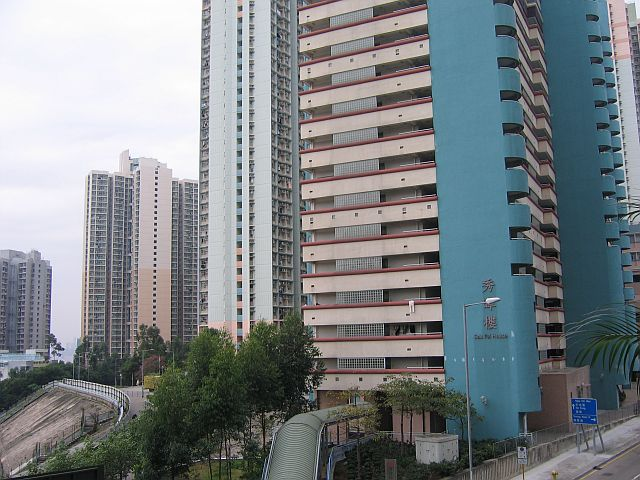
秀茂坪邨15期
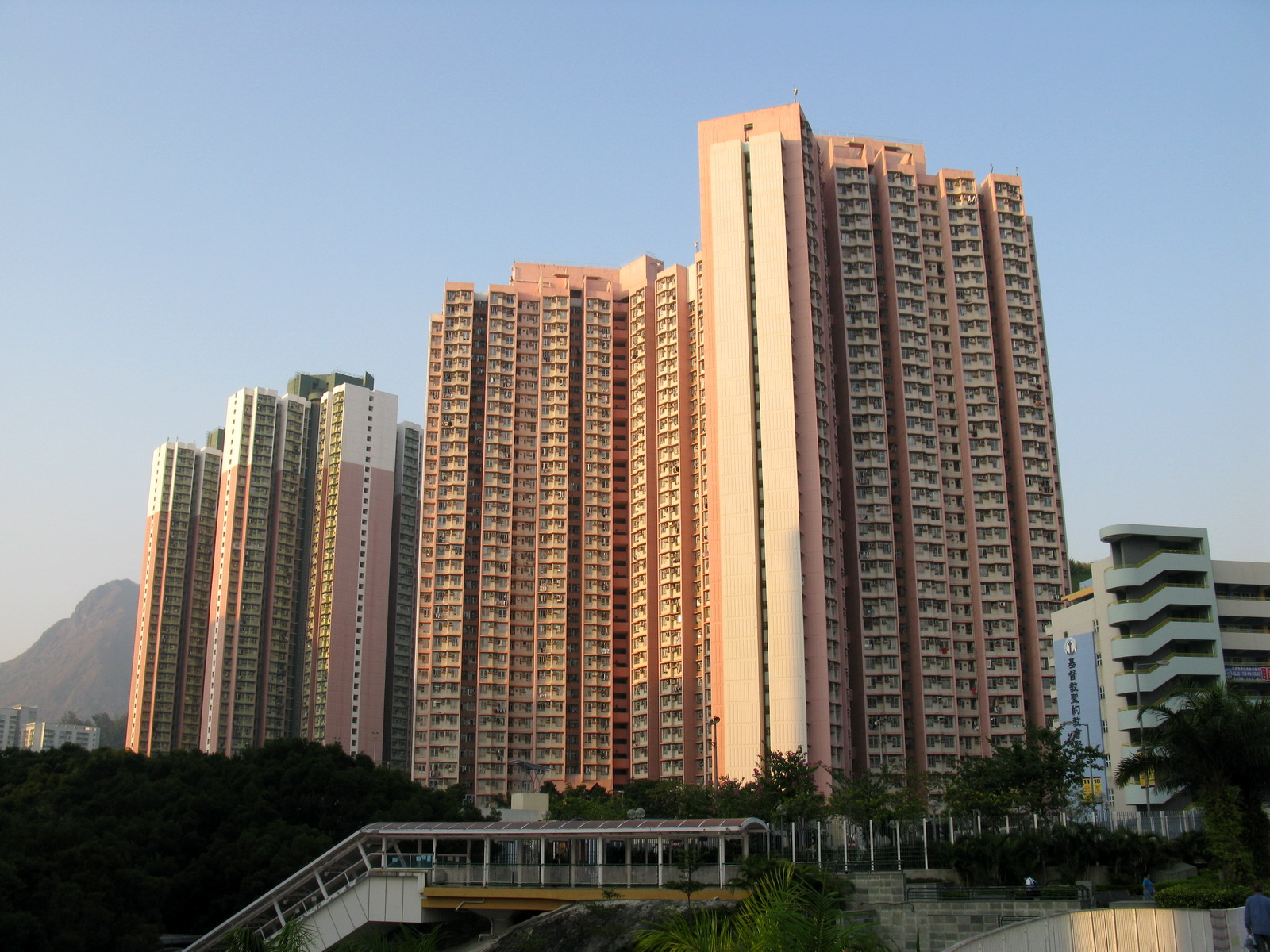
秀茂坪邨和諧一型（左）及和諧二型（右）大廈
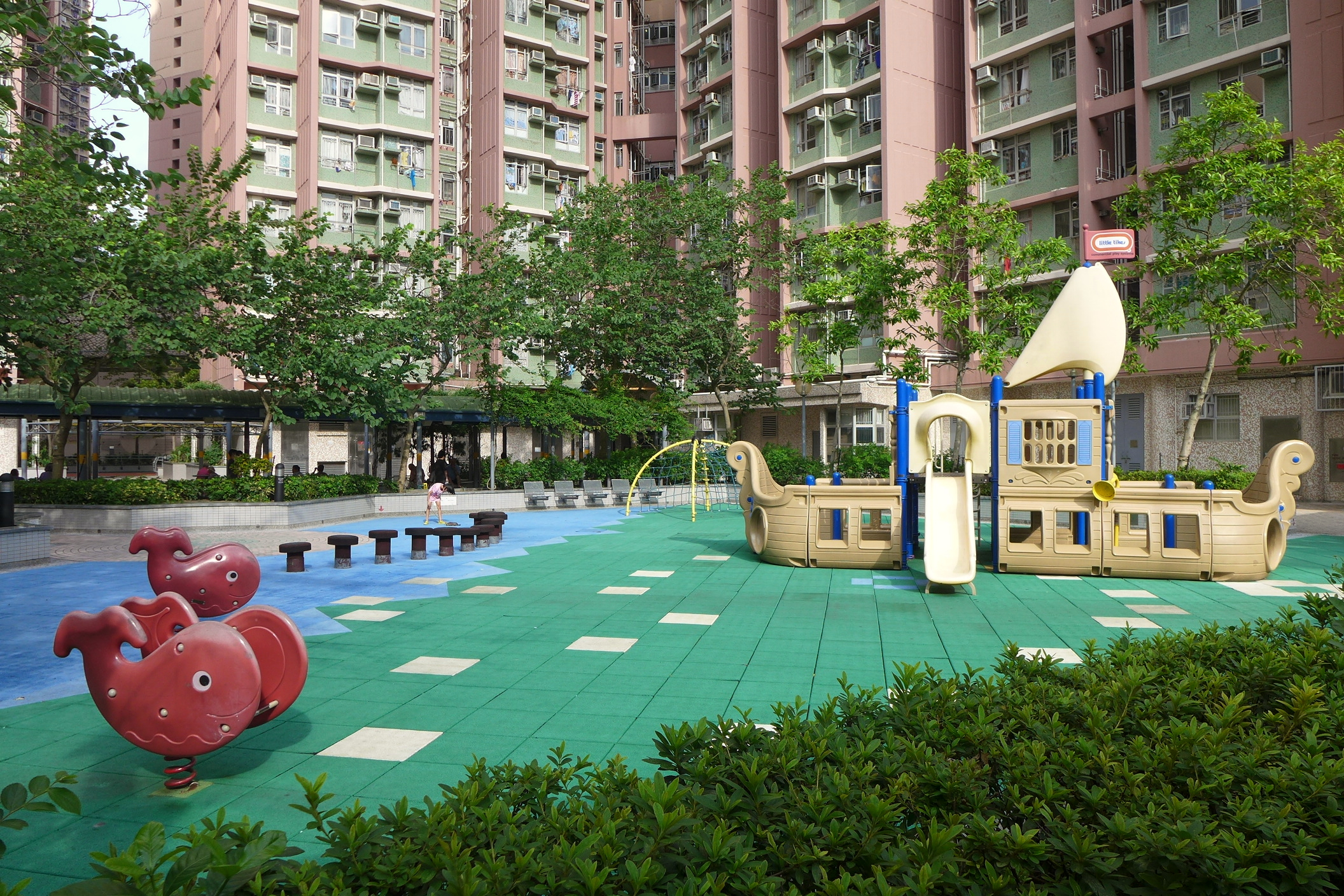
秀茂坪邨遊樂場
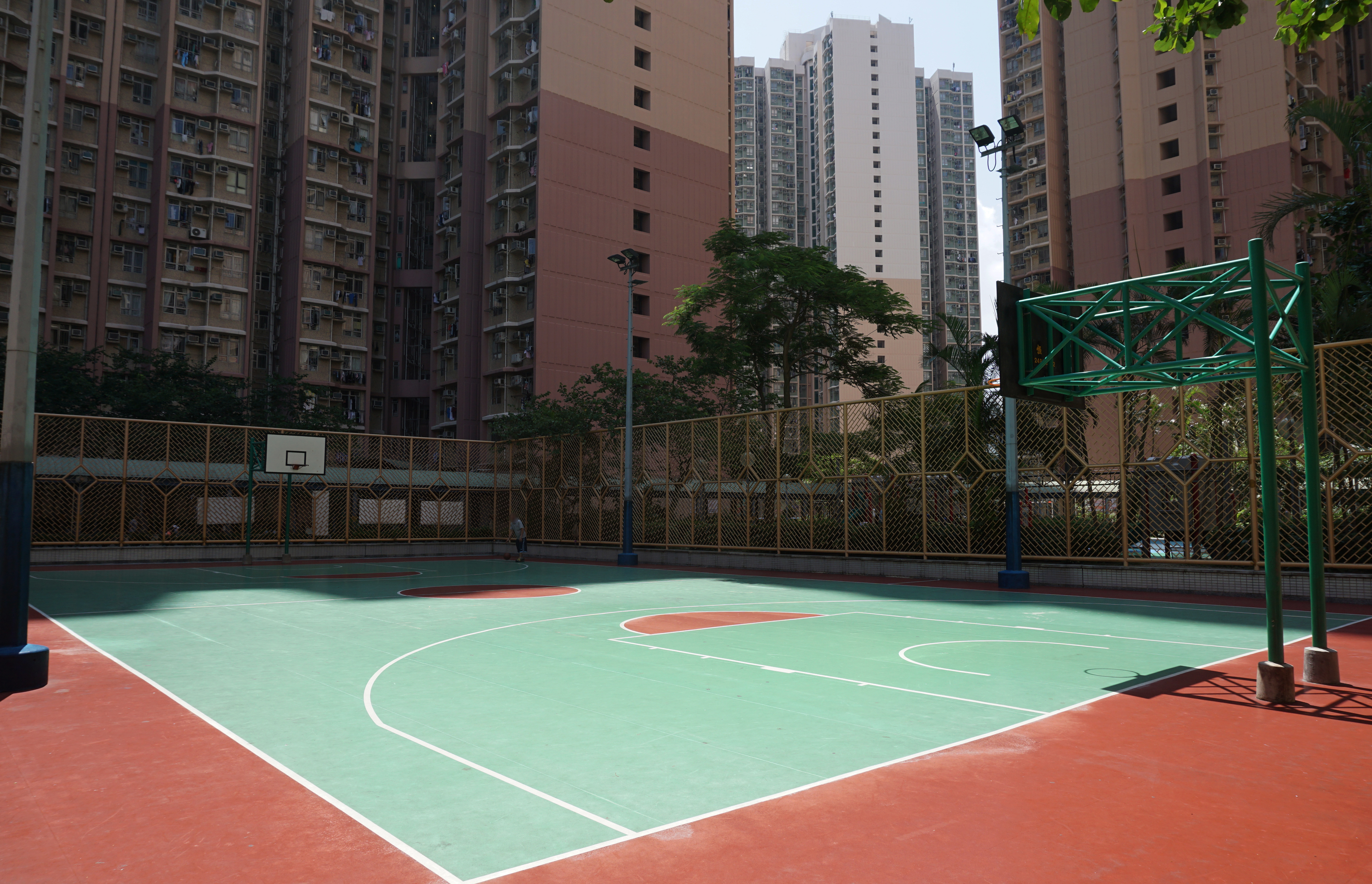
秀茂坪邨籃球場
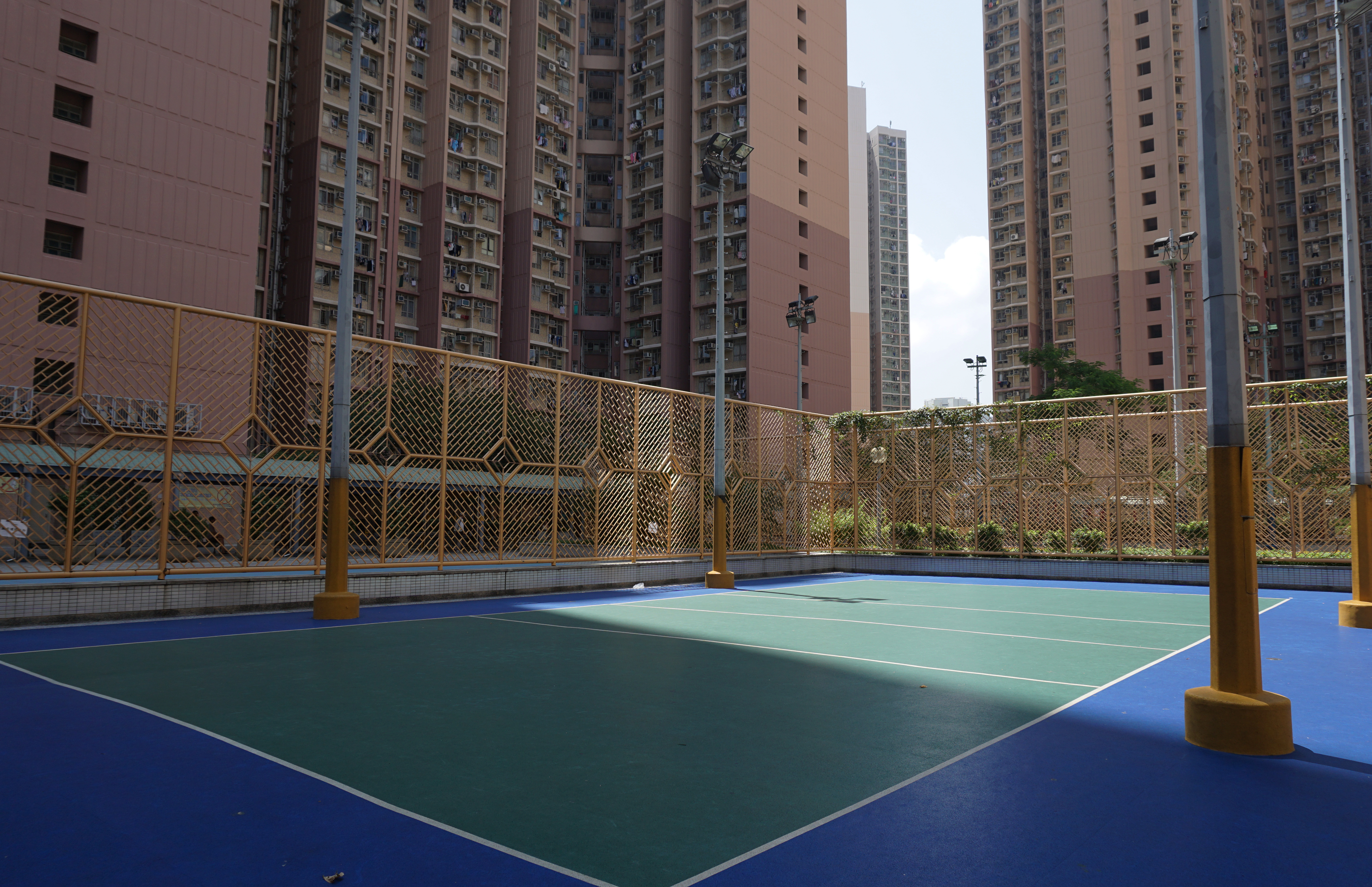
秀茂坪邨排球場
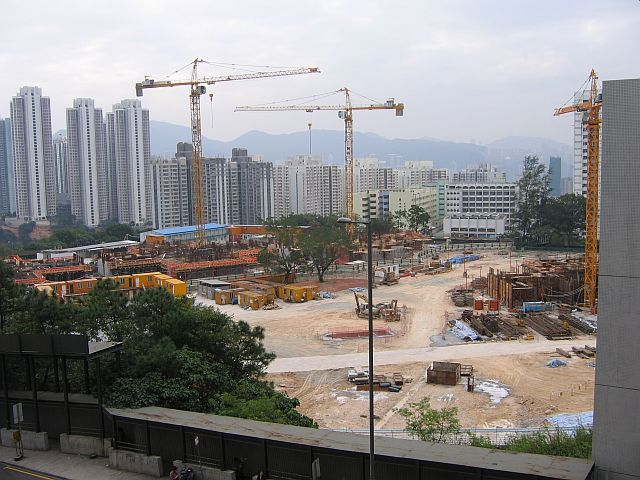
重建中的秀茂坪南邨（2006年12月）
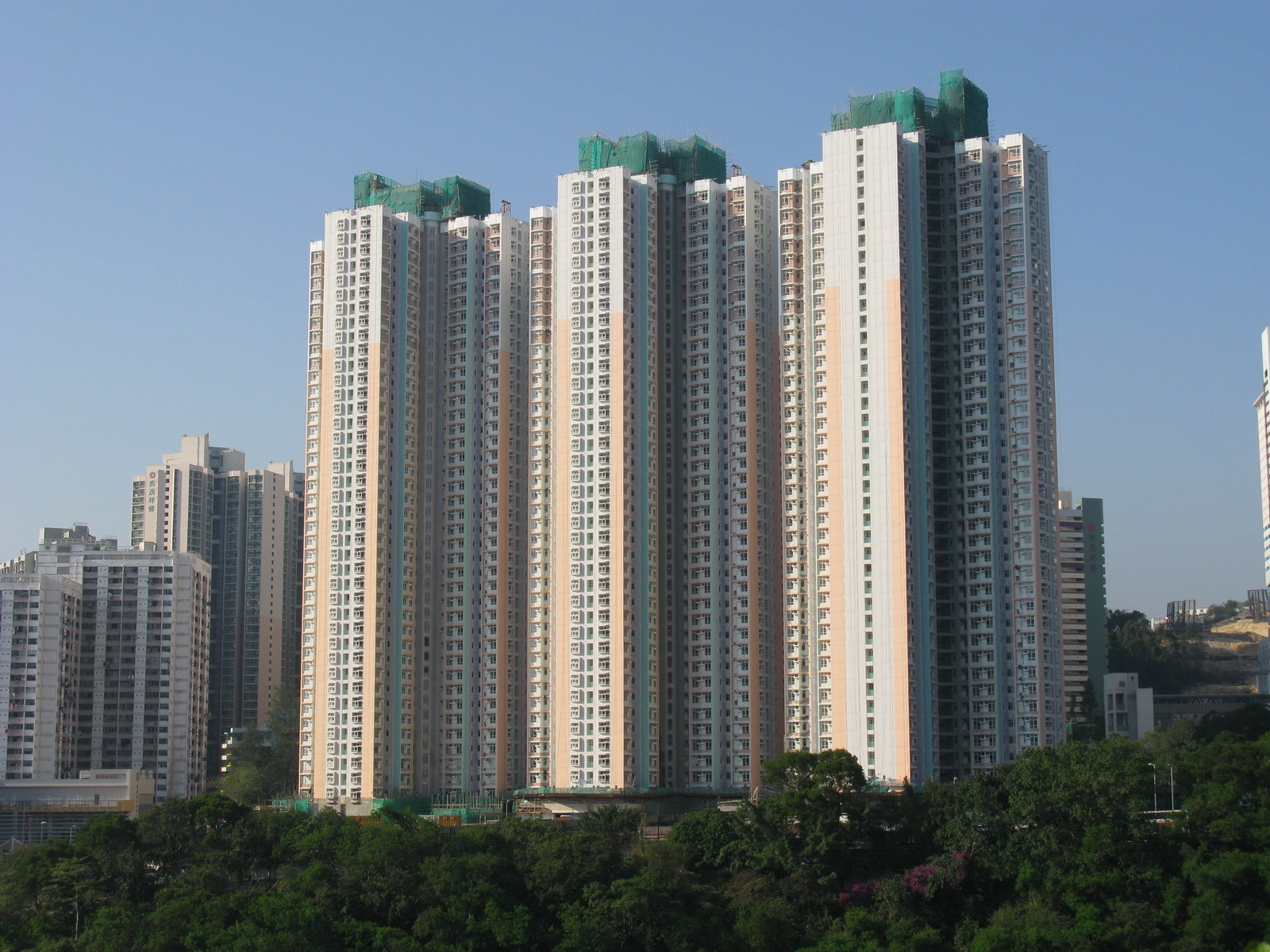
秀茂坪邨和諧式樓宇（2001年8月落成）及新和諧一型大廈（2009年5月落成）

## 屋邨資料

### 現存樓宇
| 樓宇名稱（座號）                 | 門牌號碼    | 樓宇類型                                      | 落成年份 | 層數          | 每層伙數                                   | 每座單位總數（伙） | 建築師                                                      | 承建商                                                  | 提供升降機的廠商                          | 期數       |
| -------------------------------- | ----------- | --------------------------------------------- | -------- | ------------- | ------------------------------------------ | ------------------ | ----------------------------------------------------------- | ------------------------------------------------------- | ----------------------------------------- | ---------- |
| 秀明樓（現存第1座/重建前第18座） | 秀明道101號 | 雙塔式                                        | 1984年   | 24            | 34（2-21樓） 17（22-24樓）                 | 731                | 屋宇建設委員會建築師、 房屋署建築師                         | 合和建築                                                | 乘賓（Sabiem）（翻新前） 奧的斯（翻新後） | （重建前） |
| 秀富樓（第2座）                  | 秀明道101號 | 和諧三A型第二款 （第一代）                    | 1993年   | 27            | 15                                         | 390                | 房屋署總建築師（3）、 高級建築師何國成                      | 安保工程                                                | 英國通用電氣-捷運                         | 1          |
| 秀安樓（第3座）                  | 秀明道101號 | 和諧三型第一款 （第一代）                     | 1993年   | 27            | 17                                         | 433                | 房屋署總建築師（3）、 高級建築師何國成                      | 安保工程                                                | 英國通用電氣-捷運                         | 1          |
| 秀康樓（第4座）                  | 秀明道101號 | 和諧二型第三款（第二代）                      | 1996年   | 36            | 19（1-3樓） 21（4-36樓）                   | 749                | 房屋署總建築師（3）、 高級建築師何國成                      | 瑞安建業                                                | 富士達                                    | 3          |
| 秀樂樓（第5座）                  | 秀明道101號 | 和諧二型第三款（第二代）                      | 1996年   | 36            | 19（1-3樓） 21（4-36樓）                   | 750                | 房屋署總建築師（3）、 高級建築師何國成                      | 瑞安建業                                                | 富士達                                    | 3          |
| 秀裕樓（第6座）                  | 秀明道101號 | 和諧一型第六款 （第三代半）                   | 2001年   | 40            | 20（其餘樓層） 19（19樓）                  | 799                | 房屋署總建築師（3）、 高級建築師何國成                      | 協興建築 （連同基座的幼兒中心和幼稚園校舍在2000年竣工） | 富士達                                    | 5          |
| 秀景樓（第7座）                  | 秀明道101號 | 和諧一型第六款 （第三代半）                   | 2001年   | 40            | 20（其餘樓層） 19（19樓）                  | 799                | 房屋署總建築師（3）、 高級建築師何國成                      | 協興建築 （連同基座的幼兒中心和幼稚園校舍在2000年竣工） | 富士達                                    | 5          |
| 秀緻樓（第8座）                  | 秀明道101號 | 和諧一型第五款 （第三代半）                   | 2001年   | 40            | 20（其餘樓層） 19（19樓）                  | 799                | 房屋署總建築師（3）、 高級建築師何國成                      | 協興建築 （連同基座的幼兒中心和幼稚園校舍在2000年竣工） | 富士達                                    | 5          |
| 秀慧樓（第9座）                  | 秀明道101號 | 和諧一型第五款 （第三代半）                   | 2001年   | 40            | 20（其餘樓層） 19（19樓）                  | 799                | 房屋署總建築師（3）、 高級建築師何國成                      | 中國建築                                                | 富士達                                    | 15         |
| 秀雅樓（第10座）                 | 秀明道101號 | 和諧一型第六款 （第三代半）                   | 2001年   | 40            | 20（其餘樓層） 19（19樓）                  | 799                | 房屋署總建築師（3）、 高級建築師何國成                      | 新昌營造                                                | 東芝                                      | 8          |
| 秀義樓（第11座）                 | 秀明道101號 | 和諧一型第六款 （第三代半）                   | 2001年   | 40            | 20（其餘樓層） 19（19樓）                  | 799                | 房屋署總建築師（3）、 高級建築師何國成                      | 新昌營造                                                | 東芝                                      | 8          |
| 秀華樓（第12座）                 | 秀明道101號 | 和諧一型第五款 （第三代半）                   | 2001年   | 40            | 20（其餘樓層） 19（19樓）                  | 799                | 房屋署總建築師（3）、 高級建築師何國成                      | 金門建築有限公司                                        | 迅達                                      | 9          |
| 秀和樓（第13座）                 | 秀明道101號 | 和諧一型第五款 （第三代半）                   | 2001年   | 40            | 20（其餘樓層） 19（19樓）                  | 799                | 房屋署總建築師（3）、 高級建築師何國成                      | 金門建築有限公司                                        | 迅達                                      | 9          |
| 秀程樓（第14座／J座）            | 秀明道101號 | 和諧一型第七款 （第三代半）                   | 2001年   | 40            | 16                                         | 640                | 房屋署總建築師（3）、 胡周黃建築師事務所                    | 中國建築                                                | 富士達                                    | 15         |
| 秀賢樓（第15座／K座）            | 秀明道101號 | 和諧一型第七款 （第三代半）                   | 2001年   | 40            | 16                                         | 640                | 房屋署總建築師（3）、 胡周黃建築師事務所                    | 中國建築                                                | 富士達                                    | 15         |
| 秀逸樓（第16座）                 | 秀明道101號 | 和諧一型第六款（第三代半） 連新和諧附翼第三型 | 2001年   | 40            | 27（1-18及20樓） 20（其餘樓層） 26（19樓） | 799                | 房屋署總建築師（3）、 高級建築師何國成                      | 金門建築有限公司                                        | 迅達                                      | 9          |
| 秀暉樓（第17座）                 | 秀明道101號 | 單方向設計大廈 （和諧式附翼單位設計）         | 2001年   | 21            | 22                                         | 462                | 房屋署總建築師（3）、 高級建築師何國成                      | 中國建築                                                | 富士達                                    | 15         |
| 服務設施大樓                     | 秀明道101號 | 長者住屋                                      | 2001年   | 8             | 65（6-7樓）                                | 130                | 房屋署總建築師（3）、 高級建築師何國成                      | 中國建築                                                | 富士達                                    | 15         |
| 秀潤樓（第18座）                 | 秀明道101號 | 非標準設計大廈 （其他類型）                   | 2019年   | 19（包括UG/F) | 6（1樓） 12（2樓） 19（3-18樓）            | 322                | 房屋署總建築師（3）、 李景勳、雷煥庭建築師有限公司（ALKF+） | 聯力建築有限公司                                        | 蒂森克虜伯                                | 10         |

屋邨第三期樓宇建築工程曾經獲得1993年度香港房屋委員會地盤安全運動「最佳土木工程地盤」以及1994年度「最佳建築工程地盤」的金獎。
整個興建工程名為「秀茂坪邨重建計劃」，編號KL32RR。第二、四期為居屋並獨立命名為曉麗苑，第六期和第七期各自分開為A、B期建設，第6A期和第7B期現分別為基督教聖約教會堅樂小學和秀明小學，於2001年落成。第6B期和第7A期後來合併，為秀茂坪商場，於2002年落成，重建後秀明道（中）秀茂坪巴士總站一段重新定線，改為雙向半月形走向，總站由山坡東側改為現在西側。巴士總站一段秀明道亦是本邨第十期配套。
此外，現時為觀塘官立小學（秀明道）的重建地盤（秀茂坪邨第十一期），亦曾擬興建兩座採用1999年版本新十字型設計的居屋，最後計劃因「孫九招」而取消，並改為興建一間小學。
全邨（除了秀暉樓、秀富樓和秀安樓）大部分樓宇於2010年10月至2011年尾進行翻油工程，統一外牆配色。其後秀富樓和秀安樓亦在同年塗上與秀義樓、秀雅樓一致的色彩。

#### 秀茂坪邨重建第十期（秀潤樓）

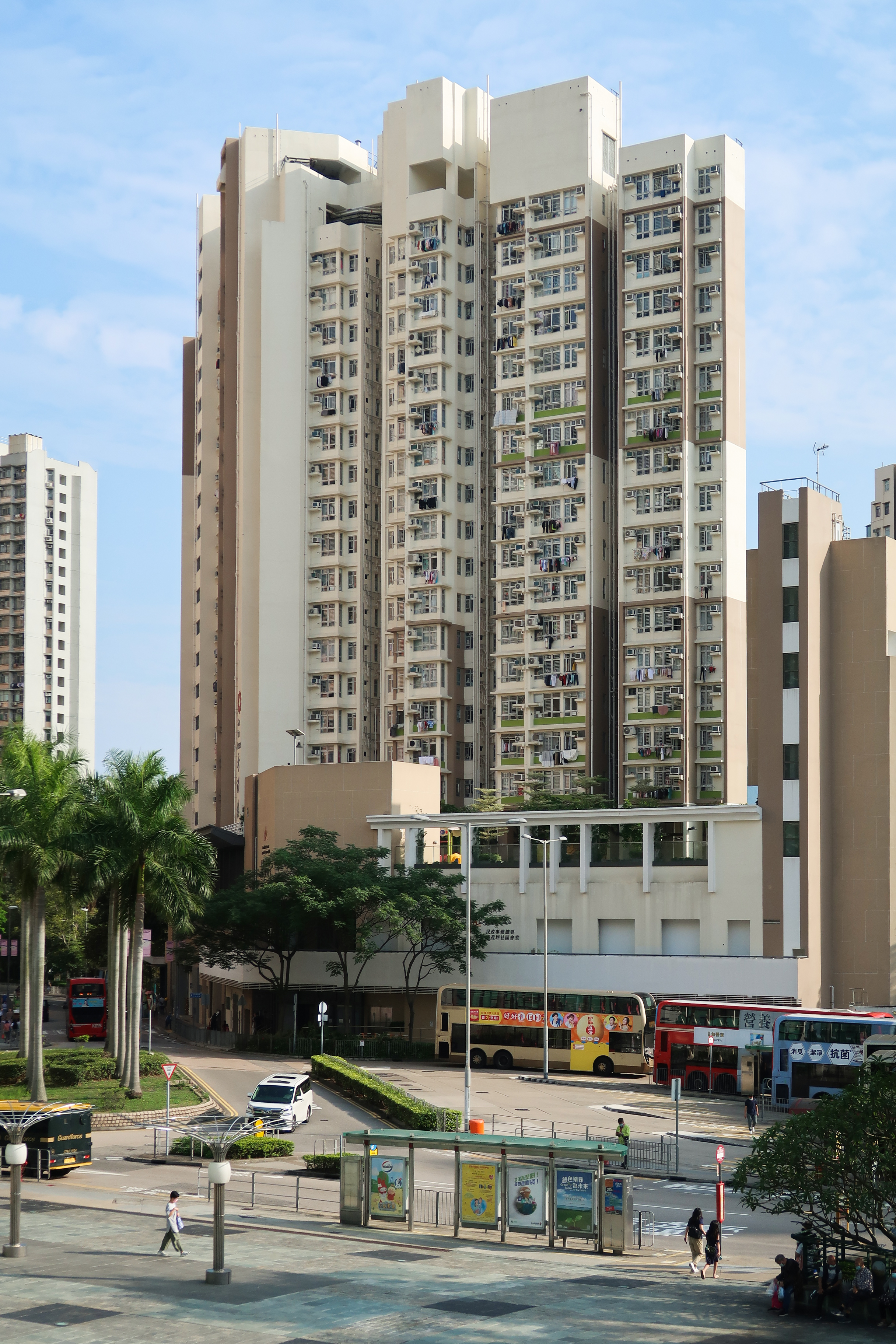
2019年9月入伙的秀潤樓

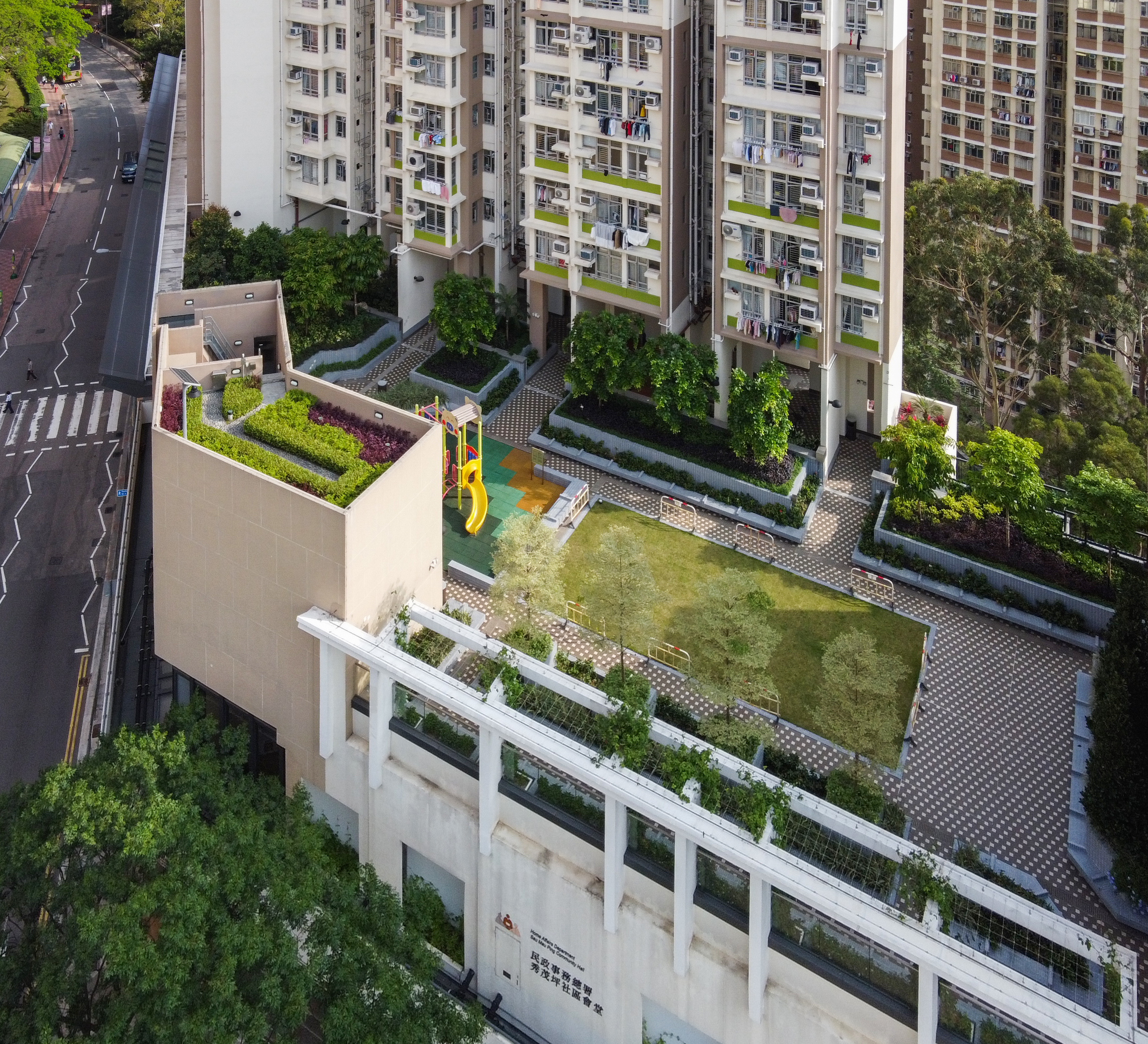
秀潤樓平台花園設有草坪和兒童遊樂場

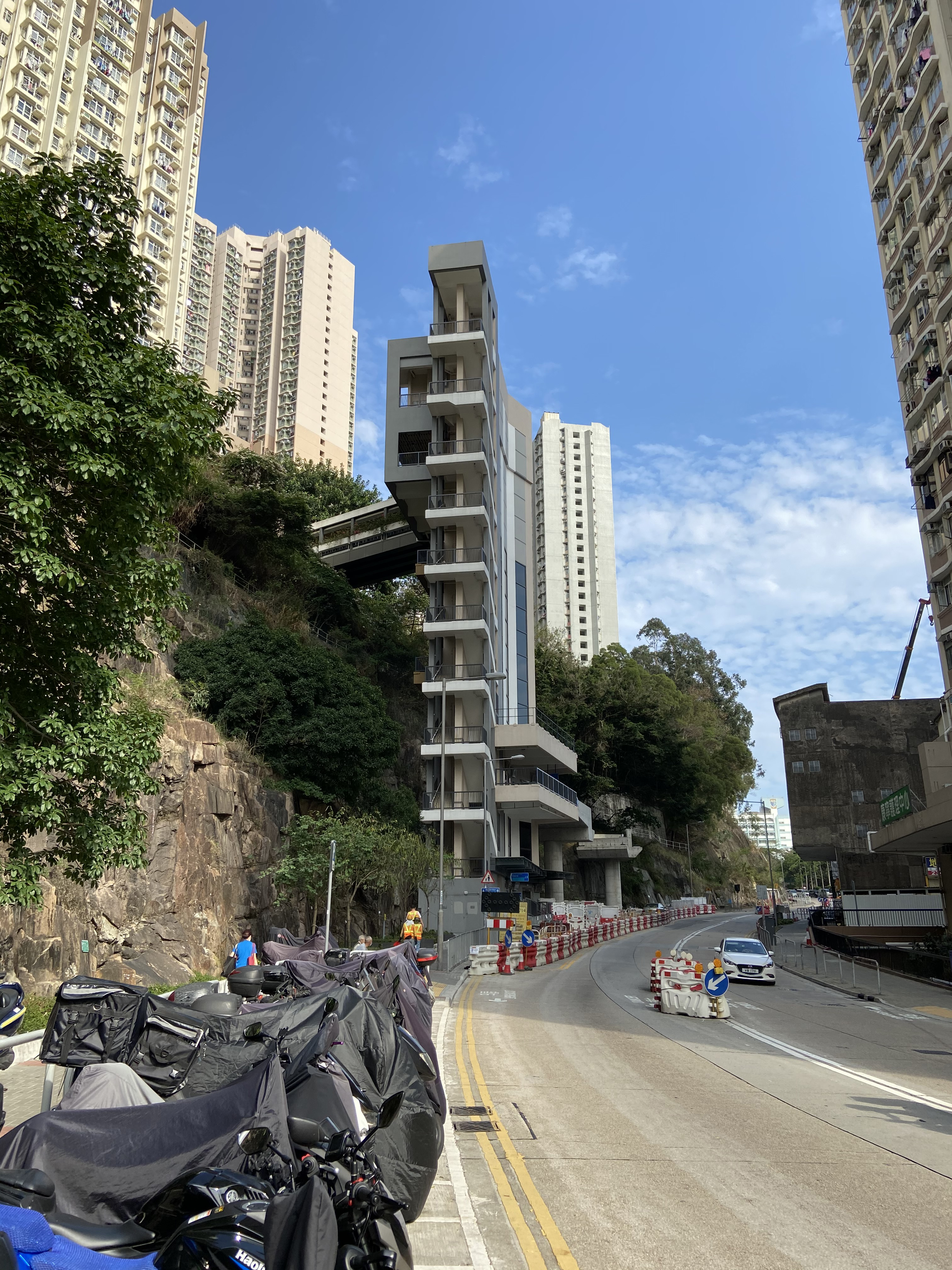
來往曉光街和秀明道的登山電梯塔

該計劃由房屋署負責，房署項目編號為KT16，當中包括十多個政府部門、領展及多個志願團體。該計劃早於1990年代籌劃，當時名為「秀茂坪邨重建第十期」，但僅規劃作公園之用。
及後，項目再於2008年第二度開始籌劃，但易名為「秀明道公共房屋及社區會堂綜合發展計劃」，與秀明道公園球場位置（第12期）的土地對調發展。首先把秀茂坪（中區）社區中心內的五個社會福利機構分別遷往秀茂坪邨、秀茂坪南邨以及安達邨繼續為區內居民提供服務。到2015年，再把秀茂坪（中區）社區中心及其旁邊的露天停車場拆卸，以展開該計劃的新建樓宇工程；整項工程包括提供1幢樓高18層的的非標準型出租公共房屋大廈，提供322個出租公屋住宅單位。大廈於2016年7月18日展開工程，整個項目落成後劃歸秀茂坪邨管理，命名為秀潤樓。
項目包括供秀潤樓住客專用的平台花園及休憩設施、停車場、上落貨區；而下方則設有受民政事務總署委托房屋署所興建的秀茂坪社區會堂、康樂及文化事務署委托房屋署興建的秀茂坪公共圖書館新館、一所由志願機構承辦的自修室及由運輸署及路政署委托房屋署興建的行人天橋及登山電梯塔、23個電單車泊位及行人天橋。並重置位於曉光街隸屬食物環境衞生署的狗廁所，以彌補秀茂坪及安達臣道一帶的社區設施不足的問題；項目已於2019年8月30日獲發出佔用許可證。項目內的設施已於2019-2021年分階段落成啟用，其中秀潤樓於2019年9月17日開始入伙；而狗廁所、電單車位、行人天橋及電梯塔於2019年10月18日投入服務；秀茂坪社區會堂於2020年5月25日開放使用，並於2021年9月25日舉行開幕典禮；而一所由志願機構承辦的自修室於2021年投入服務；以及秀茂坪公共圖書館新館於2021年7月23日投入服務。原有社區中心的拆除工程由惠保（香港）進行，該項工程還包括秀潤樓地基和鄰近斜坡的修築工程。

##### 在第十期發展計劃下的政府及社區設施
新建設施：
- 秀茂坪社區會堂
- 秀茂坪公共圖書館新館（原址位於秀茂坪邨秀明樓地下104-109號，於2021年7月23日搬到秀潤樓UG/F）
- 自修室（位於秀潤樓1樓）
- 行人天橋及登山電梯塔
- 停車場
- 上落貨區（秀潤樓及秀茂坪社區會堂共用）
- 電單車泊位（23個位於曉光街及6個位於秀潤樓）
- 狗廁所

受秀茂坪（中區）社區中心清拆影響所需重置的5項社區設施：
- 九龍社團聯會觀塘秀茂坪社區服務中心，將於秀茂坪公共圖書館搬到秀潤樓騰空單位後，搬到秀明樓104-109號
- 竹園區神召會好鄰舍家庭服務中心，遷往安達邨安達商場北翼平台
- 香港小童群益會秀茂坪青少年綜合服務中心，於2014年6月遷往秀茂坪南邨秀旺樓地下
- 基督教勵行會秀茂坪服務中心，於2014年6月遷往秀茂坪邨秀慧樓地下C翼101號
- 觀塘青年服務團秀茂坪青年及家庭服務中心，於2014年6月遷往秀茂坪南邨秀美樓地下

#### 建築期間的秀潤樓

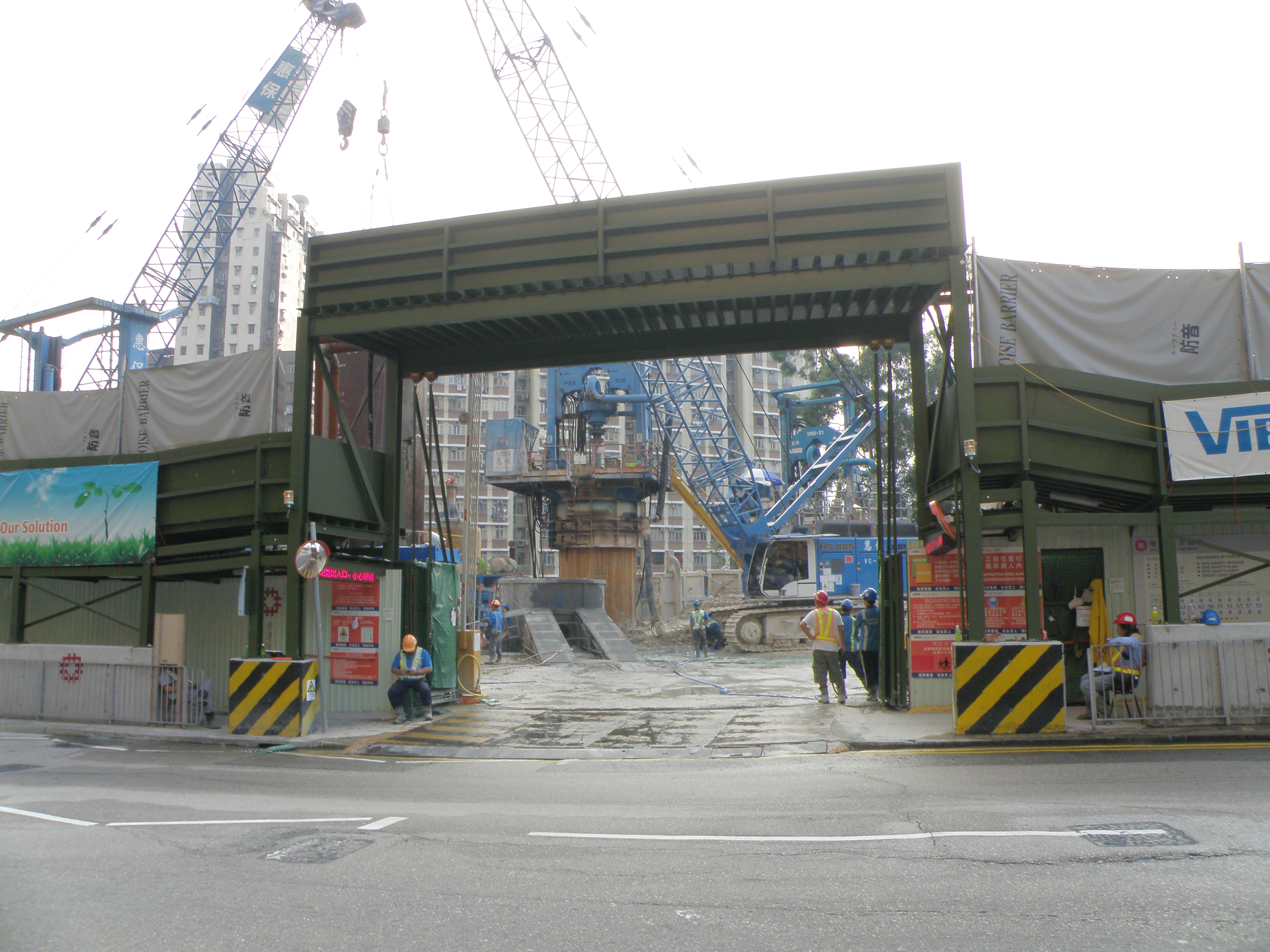
秀潤樓地基工程（2015年12月）
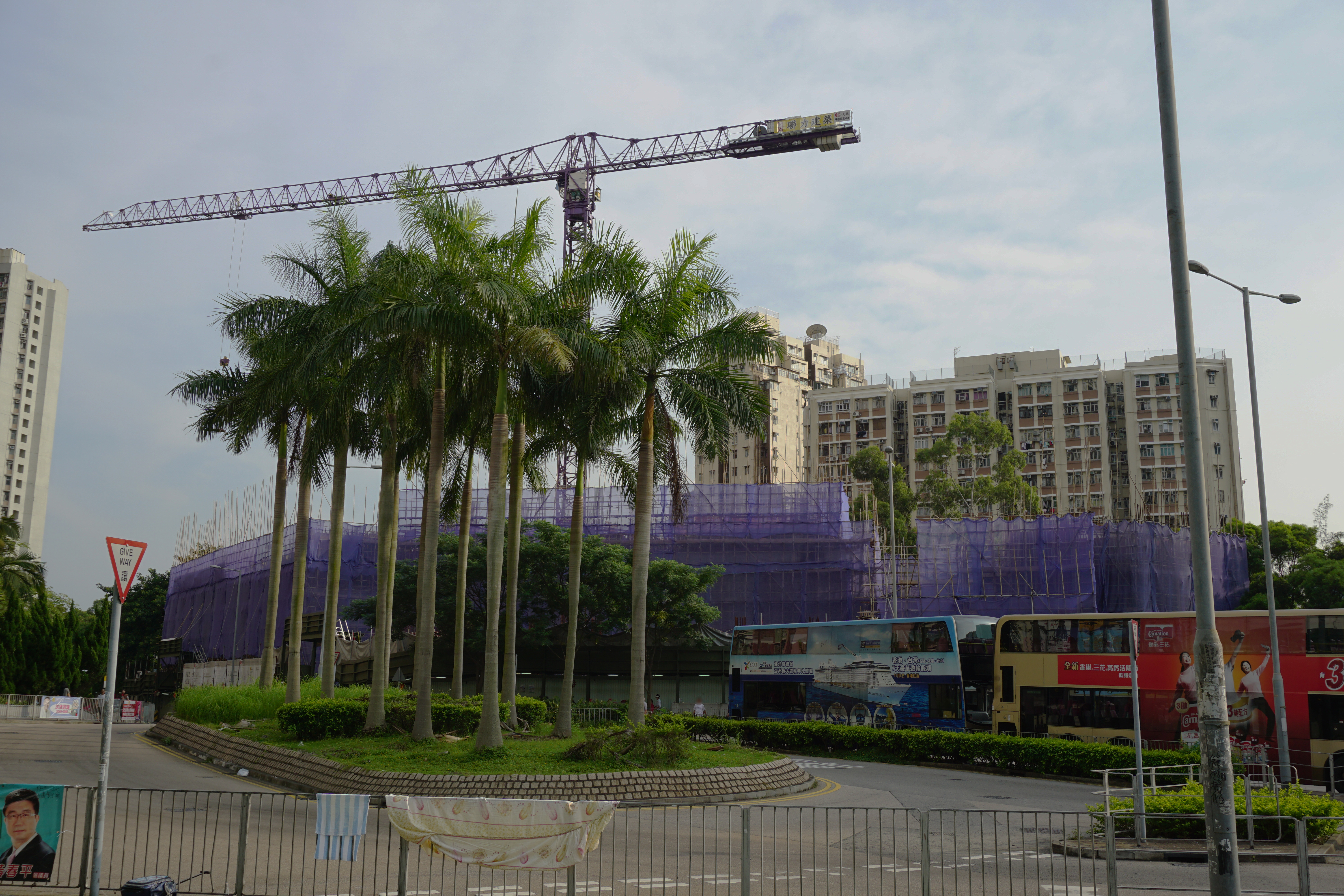
建築中的秀潤樓（2017年7月）
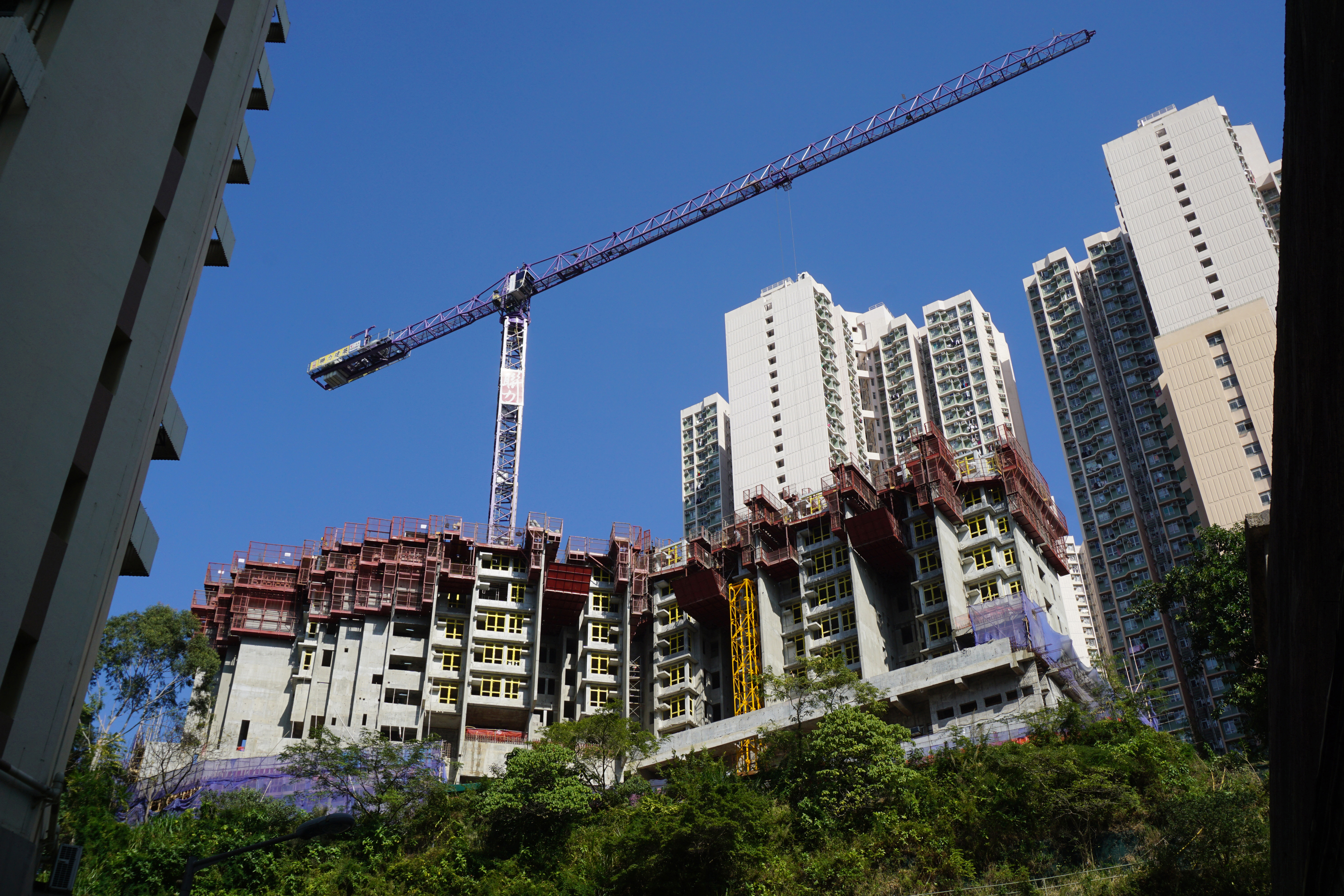
建築中的秀潤樓（2017年12月）
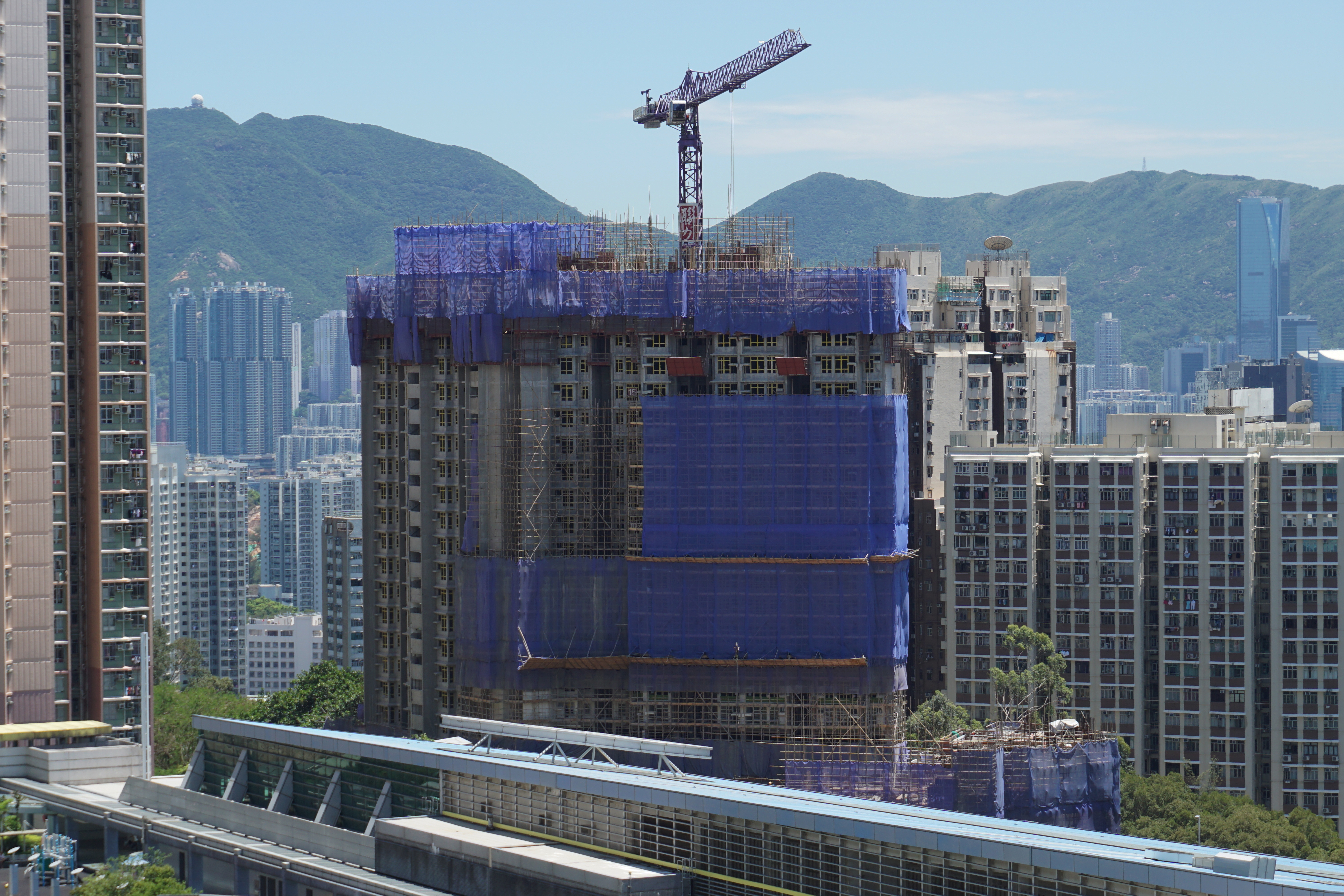
建築中的秀潤樓（2018年5月）
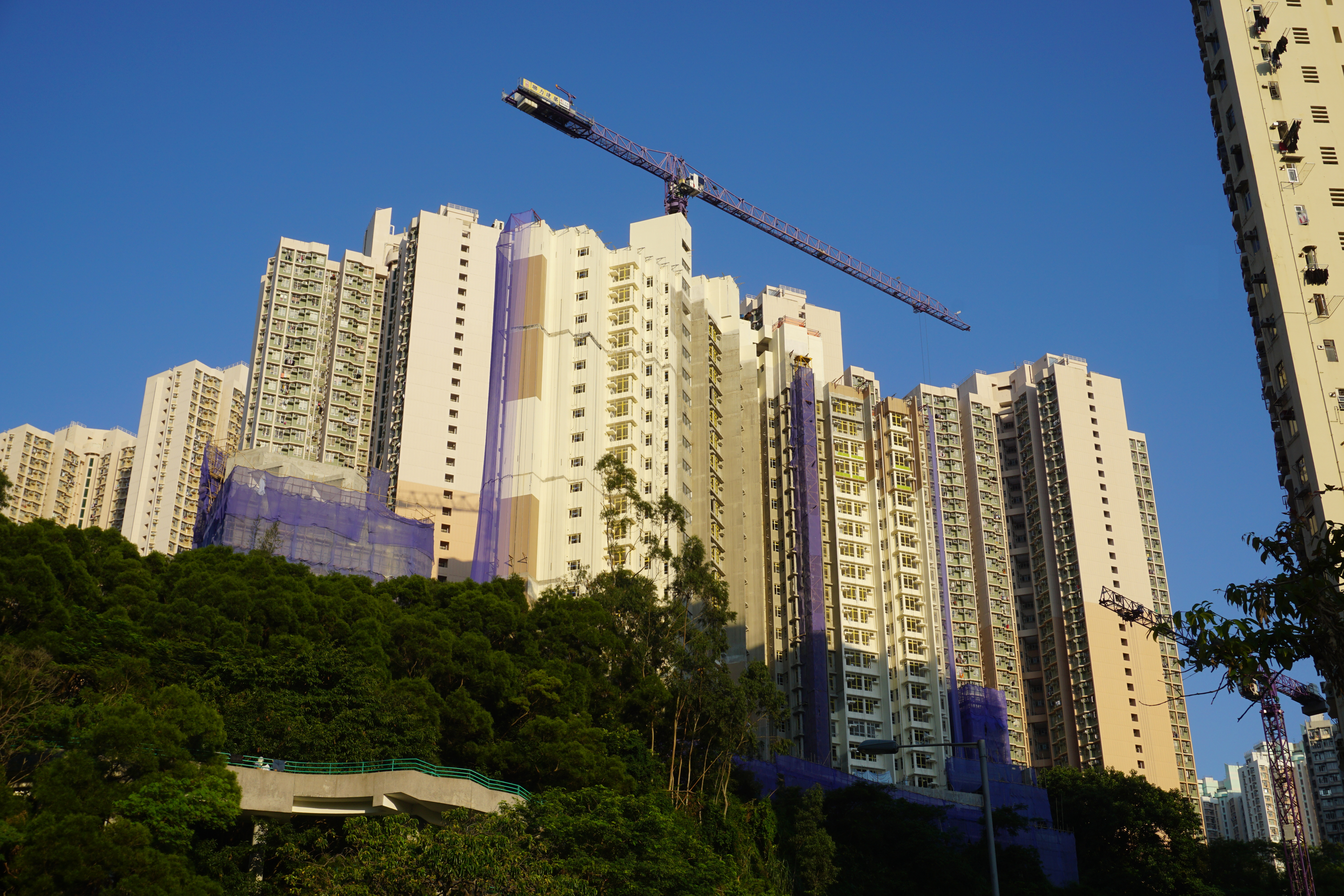
建築中的秀潤樓（2018年10月）

#### 升降機設施
秀茂坪邨唯一的雙塔式大廈（秀明樓）曾經使用乘賓（Sabiem）產品，翻新後現時使用奧的斯製造的升降機。由於邨内其他大廈均已重建，因此秀明樓是現時全邨唯一曾翻新升降機的大廈。秀富樓及秀安樓使用英國英國通用電氣-捷運產品。秀茂坪商場、秀康樓、秀樂樓、秀裕樓、秀緻樓、秀慧樓、秀程樓、秀賢樓，秀景樓，秀暉樓及服務設施大樓使用日本富士達產品，富士達升降機數量亦是全邨最多。秀雅樓與秀義樓使用日本東芝產品。秀華樓、秀逸樓以及秀和樓使用瑞士迅達產品。秀潤樓、登山電梯塔、圖書館新館以及新建成的社區會堂，則採用德國蒂森克虜伯產品。

#### 藝術裝置
整個秀茂坪邨設有兩個小型雕塑，分別位於秀暉樓外，長者健身場地前的花槽內，和秀賢樓、秀裕樓對出，兒童遊樂場前的休憩處。前者的外觀像兩人翩翩起舞，雕塑被群草遮蓋；後者刻畫了一隻小鳥向西南處翱翔的景象，造工較為精細。此外，第一期地下擺放了一個傾斜了的房委會標誌，屋邨範圍邊緣斜坡塗上了觀塘區議會的壁畫。

#### 秀茂坪南邨
秀茂坪南邨屬秀茂坪邨重建計劃第13、14及16期項目，原擬興建11幢康和一型第一款大廈作居屋出售，但因1990年代尾樓市暴跌而改為重建公屋。

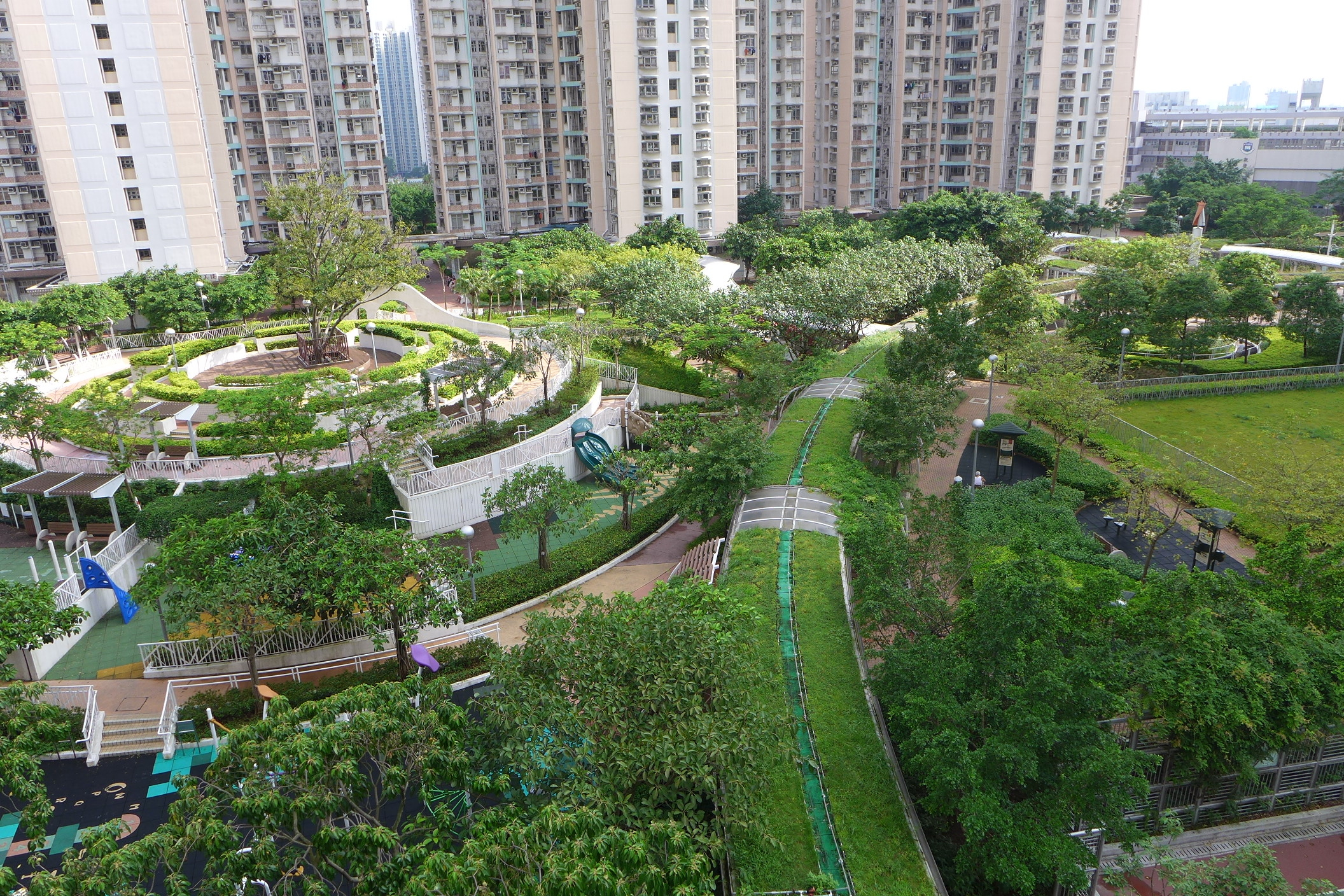
邨內庭園式的綠化公園，綠化比例多達43%；圖為兒童遊樂場、有蓋行人通道及健體區
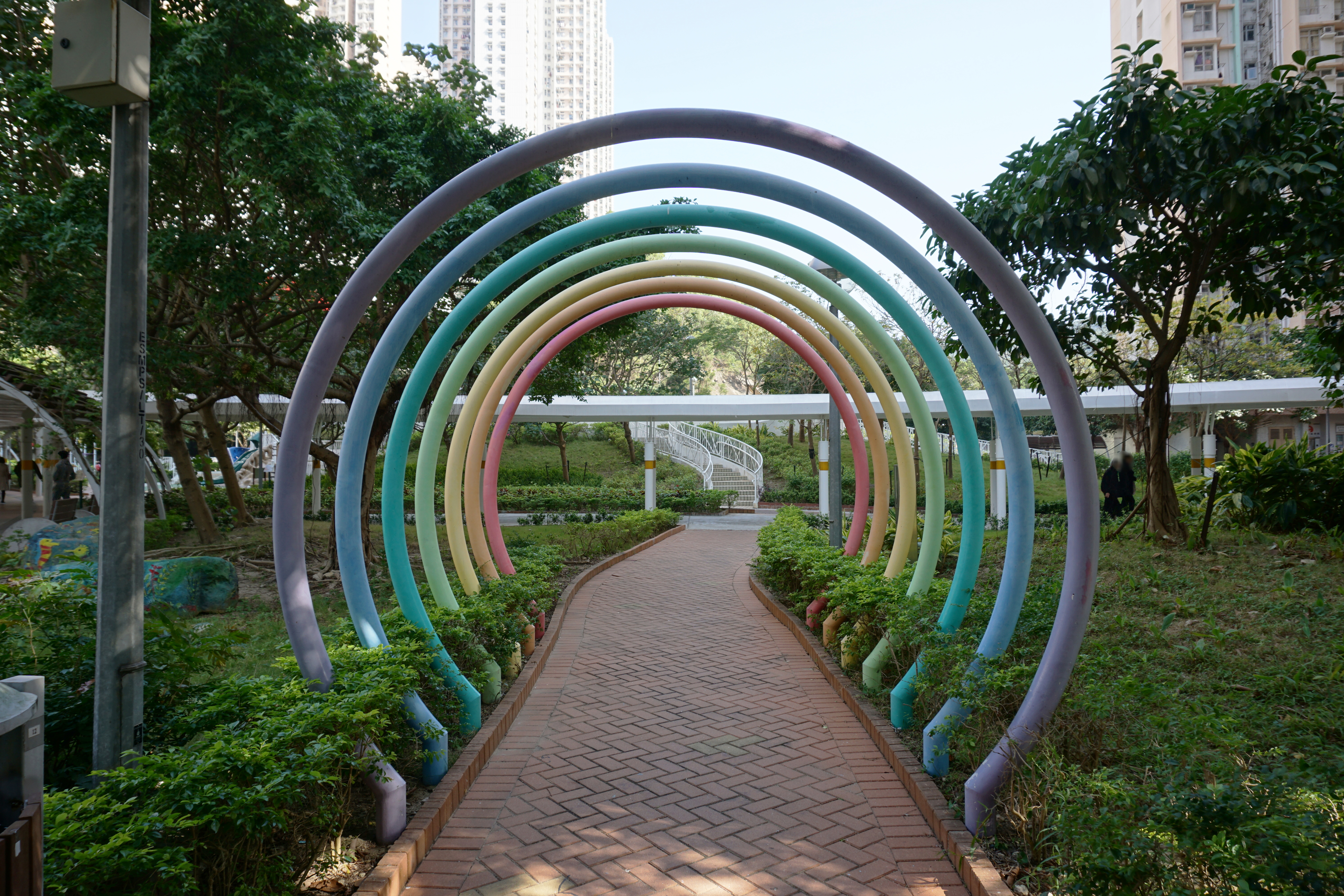
邨內公園通道
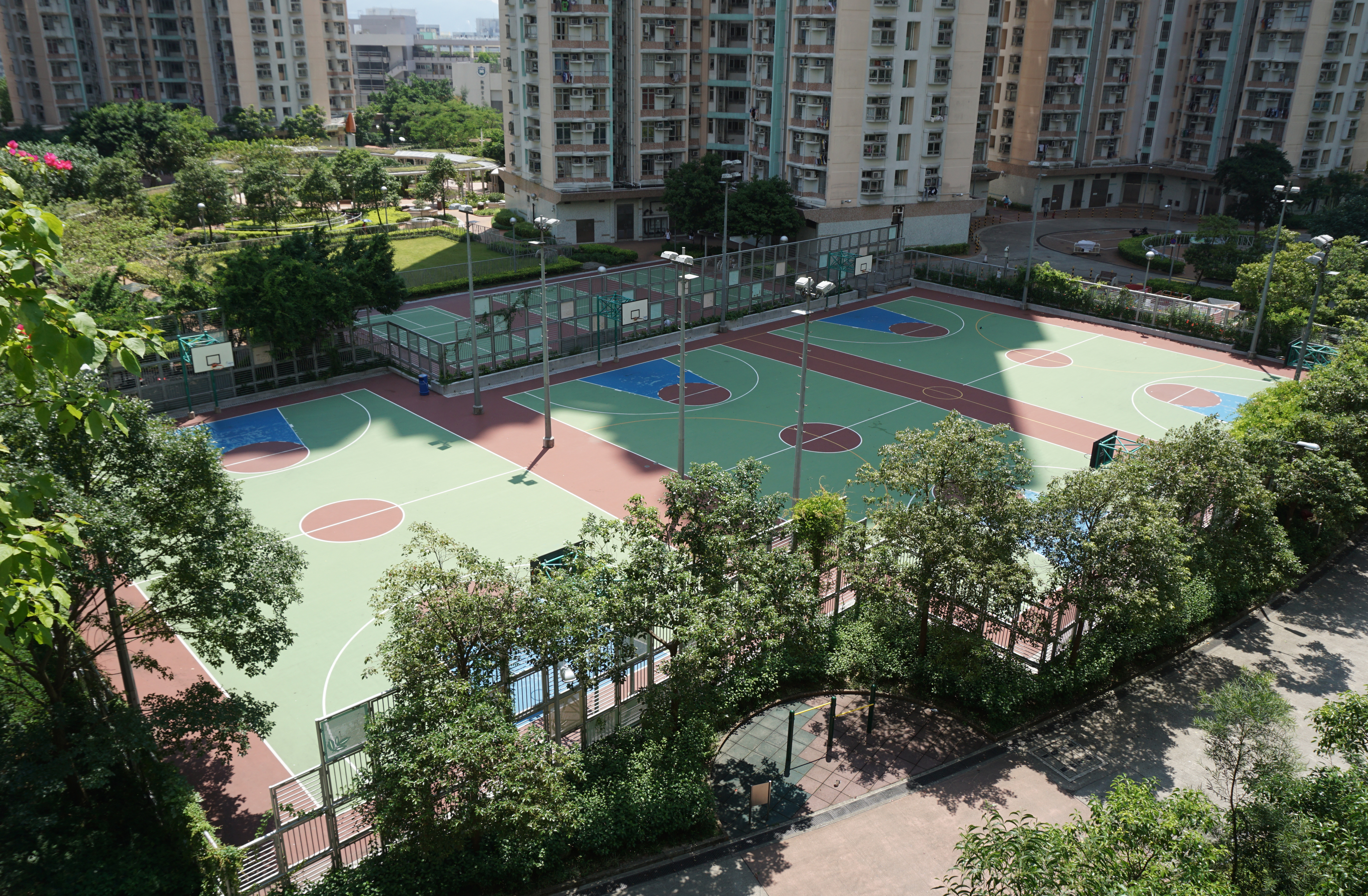
籃球及羽毛球場
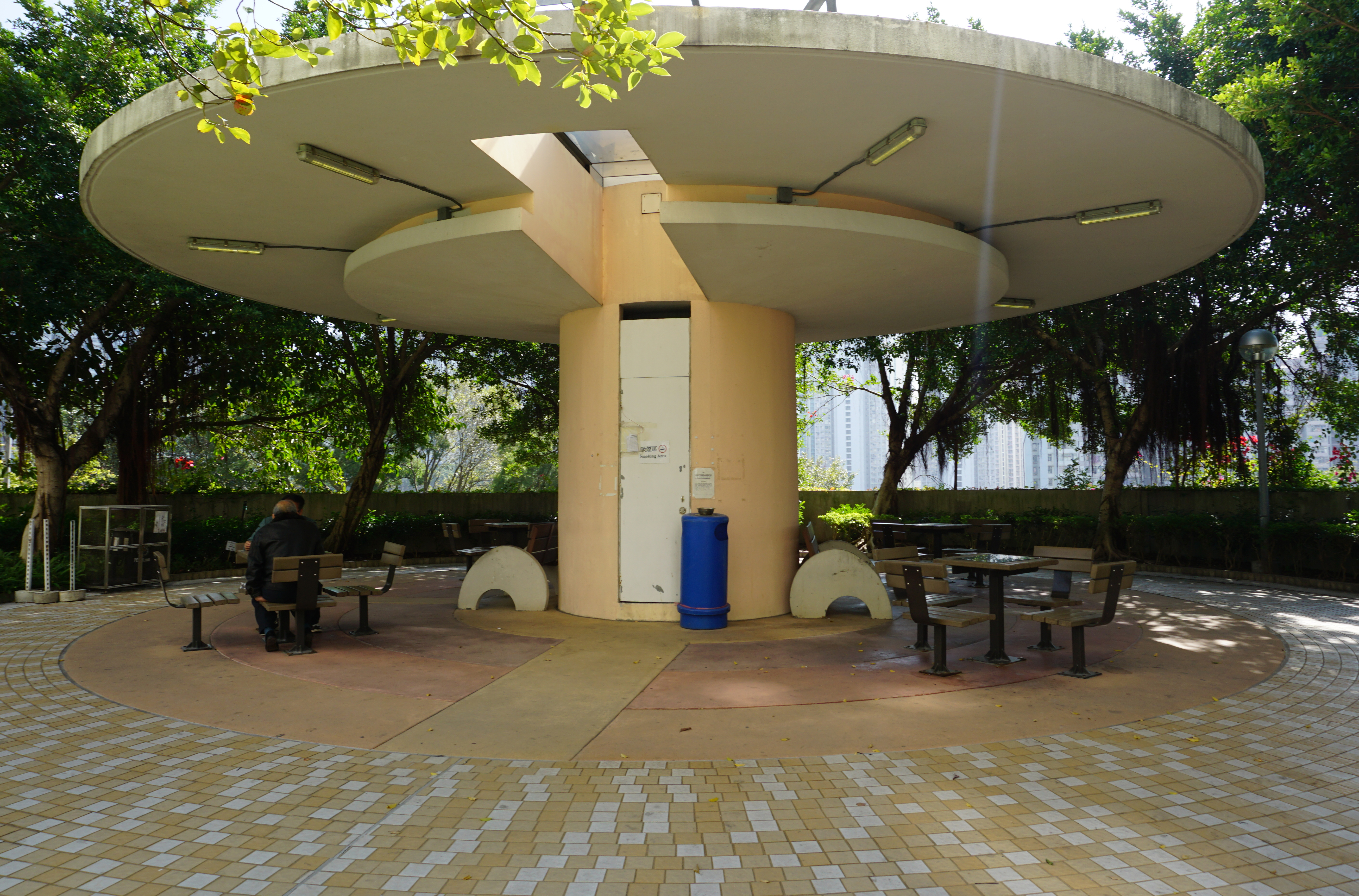
涼亭、棋藝及吸煙區
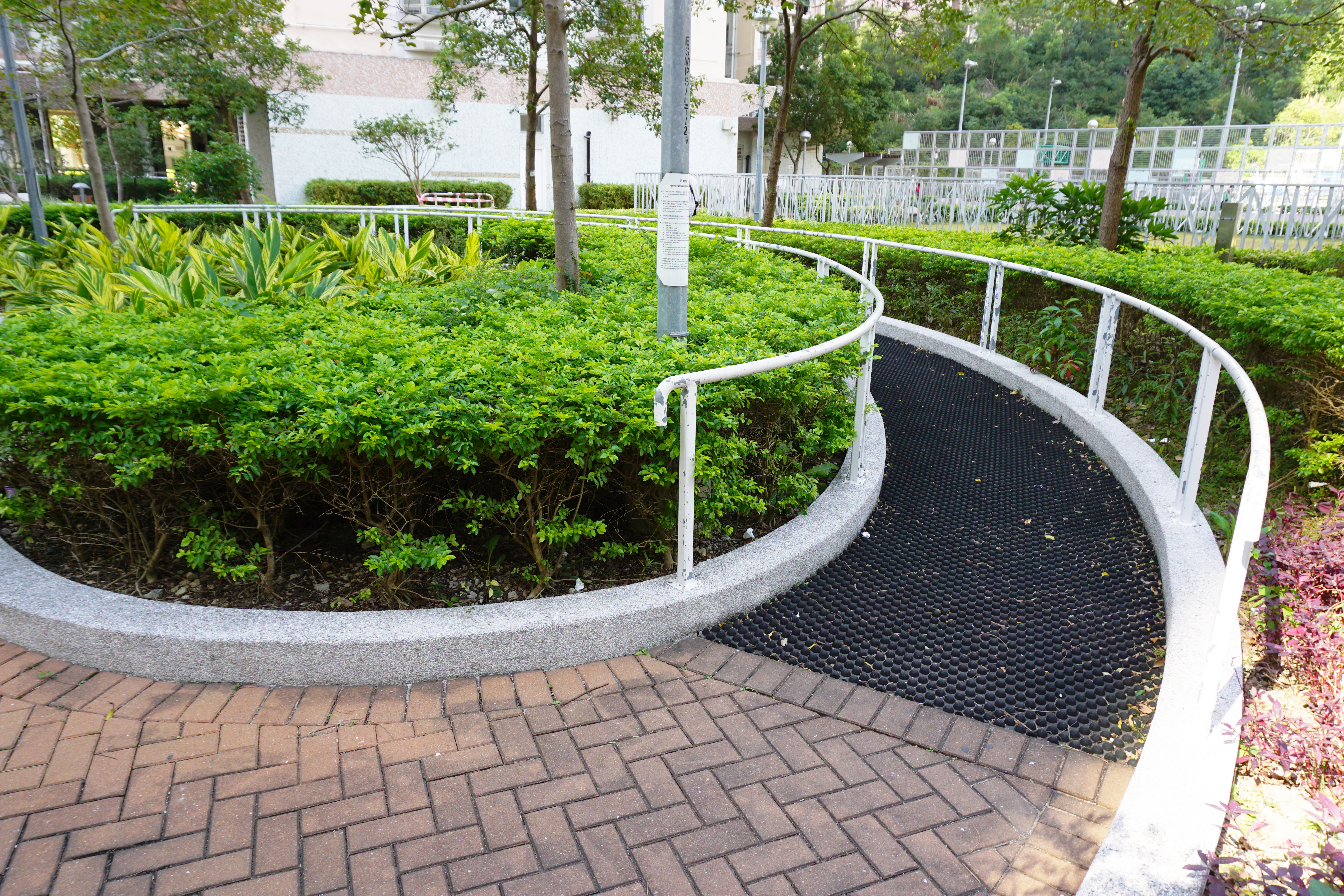
卵石路步行徑
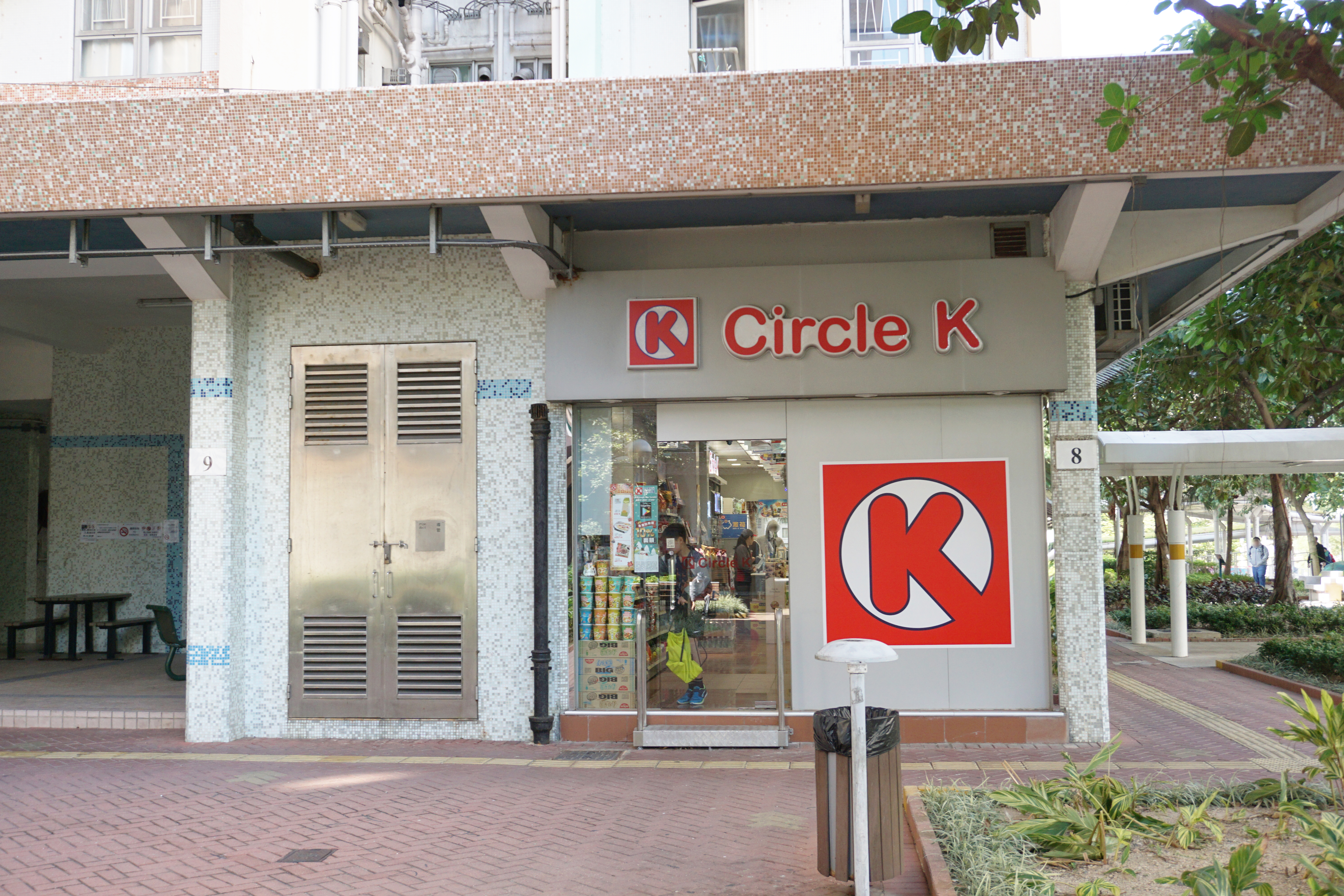
秀德樓設有一間OK便利店

#### 曉麗苑
曉麗苑亦是秀茂坪邨重建計劃下的屋苑。原屬秀茂坪四邨的三號遊樂場，在重建完成後得到保留，劃入屋苑範圍。

### 歷代樓宇
| 重建前的秀茂坪邨       | 重建前的秀茂坪邨       | 重建前的秀茂坪邨 | 重建前的秀茂坪邨 | 重建前的秀茂坪邨 | 重建前的秀茂坪邨                                 | 重建前的秀茂坪邨                                       | 重建前的秀茂坪邨                                                                             | 重建前的秀茂坪邨                                |
| 樓宇名稱（座號）       | 樓宇類型               | 落成年份         | 拆卸年份         | 承建商           | 邨屬                                             | 重建後建築                                             | 備註                                                                                         | 安置屋邨                                        |
| ---------------------- | ---------------------- | ---------------- | ---------------- | ---------------- | ------------------------------------------------ | ------------------------------------------------------ | -------------------------------------------------------------------------------------------- | ----------------------------------------------- |
| 第1座                  | 第三型                 | 1964年           | 1992年           | 德榮建築         | 秀茂坪（四）邨                                   | 曉麗苑曉天閣 曉麗苑曉星閣                              |                                                                                              | 天耀邨 東頭邨 翠屏南邨 景林邨 廣源邨 德田邨     |
| 第2座                  | 第三型                 | 1964年           | 1992年           | 德榮建築         | 秀茂坪（四）邨                                   | 曉麗苑曉天閣 曉麗苑曉星閣                              |                                                                                              | 天耀邨 東頭邨 翠屏南邨 景林邨 廣源邨 德田邨     |
| 第3座                  | 第三型                 | 1964年           | 1992年           | 德榮建築         | 秀茂坪（四）邨                                   | 曉麗苑曉天閣 曉麗苑曉星閣                              |                                                                                              | 天耀邨 東頭邨 翠屏南邨 景林邨 廣源邨 德田邨     |
| 第4座                  | 第三型                 | 1964年           | 1992年           | 德榮建築         | 秀茂坪（四）邨                                   | 曉麗苑曉晴閣                                           |                                                                                              | 天耀邨 東頭邨 翠屏南邨 景林邨 廣源邨 德田邨     |
| 第5座                  | 第三型                 | 1964年           | 1992年           | 德榮建築         | 秀茂坪（四）邨                                   | 曉麗苑曉晴閣                                           |                                                                                              | 天耀邨 東頭邨 翠屏南邨 景林邨 廣源邨 德田邨     |
| 第6座                  | 第三型                 | 1964年           | 1992年           | 德榮建築         | 秀茂坪（四）邨                                   | 曉麗苑曉晴閣                                           |                                                                                              | 天耀邨 東頭邨 翠屏南邨 景林邨 廣源邨 德田邨     |
| 第7座                  | 第三型                 | 1964年           | 1992年           | 德榮建築         | 秀茂坪（四）邨                                   | 曉麗苑曉暉閣                                           |                                                                                              | 天耀邨 東頭邨 翠屏南邨 景林邨 廣源邨 德田邨     |
| 第8座                  | 第三型                 | 1964年           | 1992年           | 德榮建築         | 秀茂坪（四）邨                                   | 曉麗苑商場                                             |                                                                                              | 天耀邨 東頭邨 翠屏南邨 景林邨 廣源邨 德田邨     |
| 第9座                  | 第三型                 | 1965年           | 1992年           | 德榮建築         | 秀茂坪（四）邨                                   | 曉麗苑商場                                             |                                                                                              | 天耀邨 東頭邨 翠屏南邨 景林邨 廣源邨 德田邨     |
| 第10座                 | 第三型                 | 1965年           | 1992年           | 德榮建築         | 秀茂坪（四）邨                                   | 曉麗苑曉安閣                                           |                                                                                              | 天耀邨 東頭邨 翠屏南邨 景林邨 廣源邨 德田邨     |
| 第11座                 | 第三型                 | 1966年           | 1992年           | 德榮建築         | 秀茂坪（四）邨                                   | （不詳）                                               |                                                                                              | 天耀邨 東頭邨 翠屏南邨 景林邨 廣源邨 德田邨     |
| 第12座                 | 第三型                 | 1965年           | 1992年           | 德榮建築         | 秀茂坪（四）邨                                   | 曉麗苑曉和閣                                           |                                                                                              | 天耀邨 東頭邨 翠屏南邨 景林邨 廣源邨 德田邨     |
| 第13座                 | 第三型                 | 1966年           | 1992年           | 德榮建築         | 秀茂坪（四）邨                                   | 曉麗苑曉和閣                                           |                                                                                              | 天耀邨 東頭邨 翠屏南邨 景林邨 廣源邨 德田邨     |
| 第14座                 | 第三型                 | 1966年           | 1992年           | 德榮建築         | 秀茂坪（四）邨                                   | 曉麗苑曉和閣                                           |                                                                                              | 天耀邨 東頭邨 翠屏南邨 景林邨 廣源邨 德田邨     |
| 第15座                 | 第三型                 | 1965年           | 1992年           | 德榮建築         | 秀茂坪（四）邨                                   | （不詳）                                               |                                                                                              | 天耀邨 東頭邨 翠屏南邨 景林邨 廣源邨 德田邨     |
| 第16座                 | 第三型                 | 1966年           | 1992年           | 德榮建築         | 秀茂坪（四）邨                                   | 曉麗苑曉順閣                                           |                                                                                              | 天耀邨 東頭邨 翠屏南邨 景林邨 廣源邨 德田邨     |
| 第17座                 | 第三型                 | 1966年           | 1992年           | 德榮建築         | 秀茂坪（四）邨                                   | 曉麗苑曉順閣                                           |                                                                                              | 天耀邨 東頭邨 翠屏南邨 景林邨 廣源邨 德田邨     |
| 第17A座                | 「火柴盒」小學         | 1966年           | 1992年           | 德榮建築         | 秀茂坪（四）邨                                   | 曉麗苑曉順閣                                           | 與第16座相連；由中華基督教會方潤華小學取代                                                   | 天耀邨（平禧校舍）                              |
| 第18座                 | 雙塔式                 | 1984年           | 未拆卸           | 合和建築         | 秀茂坪（一）邨                                   | （不適用）                                             | 原計劃興建第五型大廈，曾改為足球場，最終於1984年落成時，名稱為秀明樓，屬秀茂坪（一）邨的樓宇 | 不適用                                          |
| 第19座                 | 第五型                 | 1969年           | 2003年           | 福利建築         | 秀茂坪（一）邨                                   | 觀塘官立小學（秀明道）                                 | 原擬興建兩幢採1999年版本新十字型設計的居屋                                                   | （同一屋邨） 秀和樓 秀華樓 秀逸樓 寶達邨        |
| 第20座                 | 第五型                 | 1969年           | 2003年           | 福利建築         | 秀茂坪（一）邨                                   | 觀塘官立小學（秀明道）                                 | 原擬興建兩幢採1999年版本新十字型設計的居屋                                                   | （同一屋邨） 秀和樓 秀華樓 秀逸樓 寶達邨        |
| 第21座                 | 第五型                 | 1971年           | 2003年           | 宏昌建築         | 秀茂坪（二）邨                                   | 秀茂坪南邨                                             | 原擬興建十一幢採康和一型第一款設計的居屋                                                     | （同一屋邨） 秀和樓 秀華樓 秀逸樓 寶達邨        |
| 第22座                 | 第五型                 | 1971年           | 2003年           | 宏昌建築         | 秀茂坪（二）邨                                   | 秀茂坪南邨                                             | 原擬興建十一幢採康和一型第一款設計的居屋                                                     | （同一屋邨） 秀和樓 秀華樓 秀逸樓 寶達邨        |
| 第23座                 | 第五型                 | 1971年           | 2003年           | 宏昌建築         | 秀茂坪（二）邨                                   | 秀茂坪南邨                                             | 原擬興建十一幢採康和一型第一款設計的居屋                                                     | （同一屋邨） 秀和樓 秀華樓 秀逸樓 寶達邨        |
| 第24座                 | 第五型                 | 1971年           | 2003年           | 宏昌建築         | 秀茂坪（二）邨                                   | 秀茂坪南邨                                             | 原擬興建十一幢採康和一型第一款設計的居屋                                                     | （同一屋邨） 秀和樓 秀華樓 秀逸樓 寶達邨        |
| 第25座                 | 第五型                 | 1971年           | 2003年           | 宏昌建築         | 秀茂坪（二）邨                                   | 秀茂坪南邨                                             | 原擬興建十一幢採康和一型第一款設計的居屋                                                     | （同一屋邨） 秀和樓 秀華樓 秀逸樓 寶達邨        |
| 第26座                 | 第五型                 | 1968年           | 1990年           | 福利建築         | 秀茂坪（一）邨                                   | 秀安樓 秀富樓                                          | （26座問題公屋之一，26座早於1988年封閉 26座與相連的27座於1989年才一同則拆卸）                | 興田邨 順天邨                                   |
| 第27座                 | 第五型                 | 1968年           | 1990年           | 福利建築         | 秀茂坪（一）邨                                   | 秀安樓 秀富樓                                          | （26座問題公屋之一，26座早於1988年封閉 26座與相連的27座於1989年才一同則拆卸）                | 興田邨 順天邨                                   |
| 第28座                 | 第五型                 | 1969年           | 1998年           | 福利建築         | 秀茂坪（一）邨                                   | 路德會聖馬太學校（秀茂坪）                             |                                                                                              | （同一屋邨） 秀康樓 秀樂樓 翠屏南邨 慈樂邨      |
| 第29座                 | 第五型                 | 1969年           | 1998年           | 興利建築         | 秀茂坪（一）邨                                   | 秀和樓 秀華樓 秀逸樓                                   |                                                                                              | （同一屋邨） 秀康樓 秀樂樓 翠屏南邨 慈樂邨      |
| 第30座                 | 第五型                 | 1969年           | 1997年           | 興利建築         | 秀茂坪（一）邨                                   | 秀和樓 秀華樓 秀逸樓                                   |                                                                                              | （同一屋邨） 秀康樓 秀樂樓 翠屏南邨 慈樂邨      |
| 第31座                 | 第五型                 | 1968年           | 1998年           | 興利建築         | 秀茂坪（一）邨                                   | 秀和樓 秀華樓 秀逸樓                                   |                                                                                              | （同一屋邨） 秀康樓 秀樂樓 翠屏南邨 慈樂邨      |
| 第32座                 | 第五型                 | 1968年           | 1997年           | 福利建築         | 秀茂坪（三）邨                                   | 秀茂坪商場                                             |                                                                                              | （同一屋邨） 秀康樓 秀樂樓 翠屏南邨 慈樂邨      |
| 第33座                 | 第五型                 | 1968年           | 1997年           | 福利建築         | 秀茂坪（三）邨                                   | 秀茂坪商場                                             |                                                                                              | （同一屋邨） 秀康樓 秀樂樓 翠屏南邨 慈樂邨      |
| 第34座                 | 第五型                 | 1967年           | 1992年           | 福利建築         | 秀茂坪（三）邨                                   | 秀康樓                                                 | 早於1991年封閉                                                                               | 德田邨                                          |
| 第35座                 | 第五型                 | 1967年           | 1998年           | 福利建築         | 秀茂坪（三）邨                                   | 秀雅樓 秀義樓                                          |                                                                                              | （同一屋邨） 秀康樓 秀樂樓 翠屏南邨 慈樂邨      |
| 第36座                 | 第五型                 | 1967年           | 1992年           | 福利建築         | 秀茂坪（三）邨                                   | 秀樂樓                                                 | 早於1991年封閉                                                                               | 德田邨                                          |
| 第37座                 | 第五型                 | 1967年           | 2002年           | 福利建築         | 秀茂坪（三）邨                                   | 秀明道公園                                             |                                                                                              | （同一屋邨） 秀和樓 秀華樓 秀逸樓 秀慧樓 寶達邨 |
| 第38座                 | 第五型                 | 1967年           | 2002年           | 福利建築         | 秀茂坪（三）邨                                   | 秀明道公園                                             |                                                                                              | （同一屋邨） 秀和樓 秀華樓 秀逸樓 秀慧樓 寶達邨 |
| 第39座                 | 第五型                 | 1967年           | 2002年           | 福利建築         | 秀茂坪（三）邨                                   | 秀明道公園                                             |                                                                                              | （同一屋邨） 秀和樓 秀華樓 秀逸樓 秀慧樓 寶達邨 |
| 第40座                 | 第五型                 | 1967年           | 2002年           | 福利建築         | 秀茂坪（三）邨                                   | 秀明道公園                                             | 原擬興建一幢採新和諧一型設計的公屋                                                           | （同一屋邨） 秀和樓 秀華樓 秀逸樓 秀慧樓 寶達邨 |
| 第41座                 | 第五型                 | 1967年           | 2002年           | 福利建築         | 秀茂坪（三）邨                                   | 秀明道公園                                             | 原擬興建一幢採新和諧一型設計的公屋                                                           | （同一屋邨） 秀和樓 秀華樓 秀逸樓 秀慧樓 寶達邨 |
| 第42座                 | 第六型                 | 1973年           | 1996年           | 有成建築         | 秀茂坪（二）邨                                   | 秀程樓 秀賢樓 秀緻樓 秀景樓 秀裕樓 秀暉樓 服務設施大樓 | 與此等樓宇以北的寮屋區舊址一併重建                                                           | （同一屋邨） 秀康樓 秀樂樓 翠屏南邨 慈樂邨      |
| 第43座                 | 第六型                 | 1973年           | 1996年           | 有成建築         | 秀茂坪（二）邨                                   | 秀程樓 秀賢樓 秀緻樓 秀景樓 秀裕樓 秀暉樓 服務設施大樓 | 與此等樓宇以北的寮屋區舊址一併重建                                                           | （同一屋邨） 秀康樓 秀樂樓 翠屏南邨 慈樂邨      |
| 第44座                 | 第六型                 | 1973年           | 1996年           | 有成建築         | 秀茂坪（二）邨                                   | 秀程樓 秀賢樓 秀緻樓 秀景樓 秀裕樓 秀暉樓 服務設施大樓 | 與此等樓宇以北的寮屋區舊址一併重建                                                           | （同一屋邨） 秀康樓 秀樂樓 翠屏南邨 慈樂邨      |
| 第45座                 | 第六型                 | 1973年           | 1996年           | 有成建築         | 秀茂坪（二）邨                                   | 秀程樓 秀賢樓 秀緻樓 秀景樓 秀裕樓 秀暉樓 服務設施大樓 | 與此等樓宇以北的寮屋區舊址一併重建                                                           | （同一屋邨） 秀康樓 秀樂樓 翠屏南邨 慈樂邨      |
| 秀茂坪（中區）社區中心 | 秀茂坪（中區）社區中心 | 1969年           | 2015年           | 福利建築         | 位於秀茂坪邨邨界以外，但早已列入秀茂坪邨重建計劃 | 秀潤樓 秀茂坪社區會堂 秀茂坪公共圖書館新館             | 重建前位於秀茂坪邨邨界以外，已重建為秀茂坪邨秀潤樓                                           | /                                               |

粗體表示該樓宇牽涉26座問題公屋醜聞，其中第26座更是26座問題公屋之一，其混凝土強度未達高層單位20.7MPa或低層單位31MPa的標準，相關樓宇已納入整體重建計劃下重建

## 秀茂坪商場

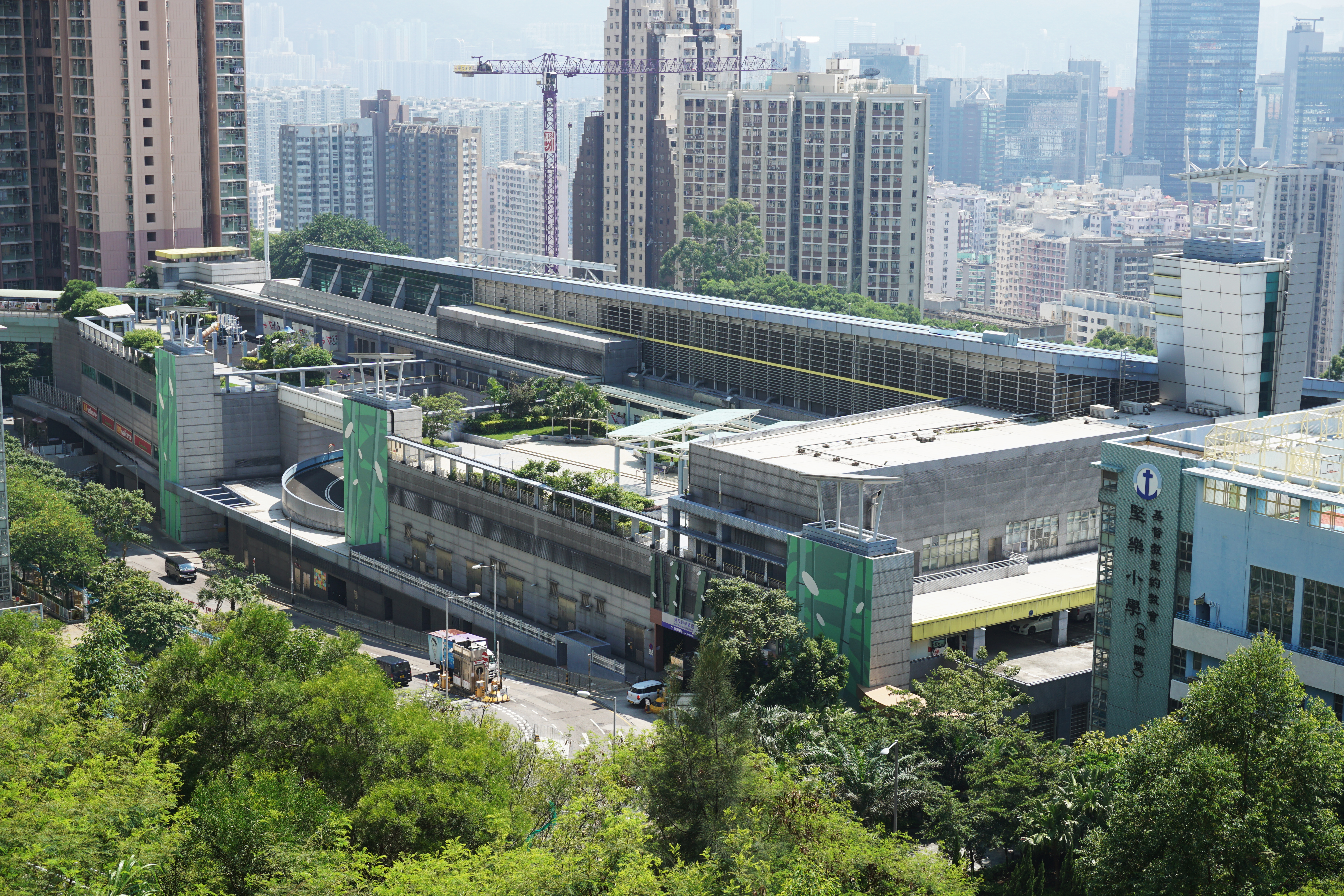
俯瞰秀茂坪商場

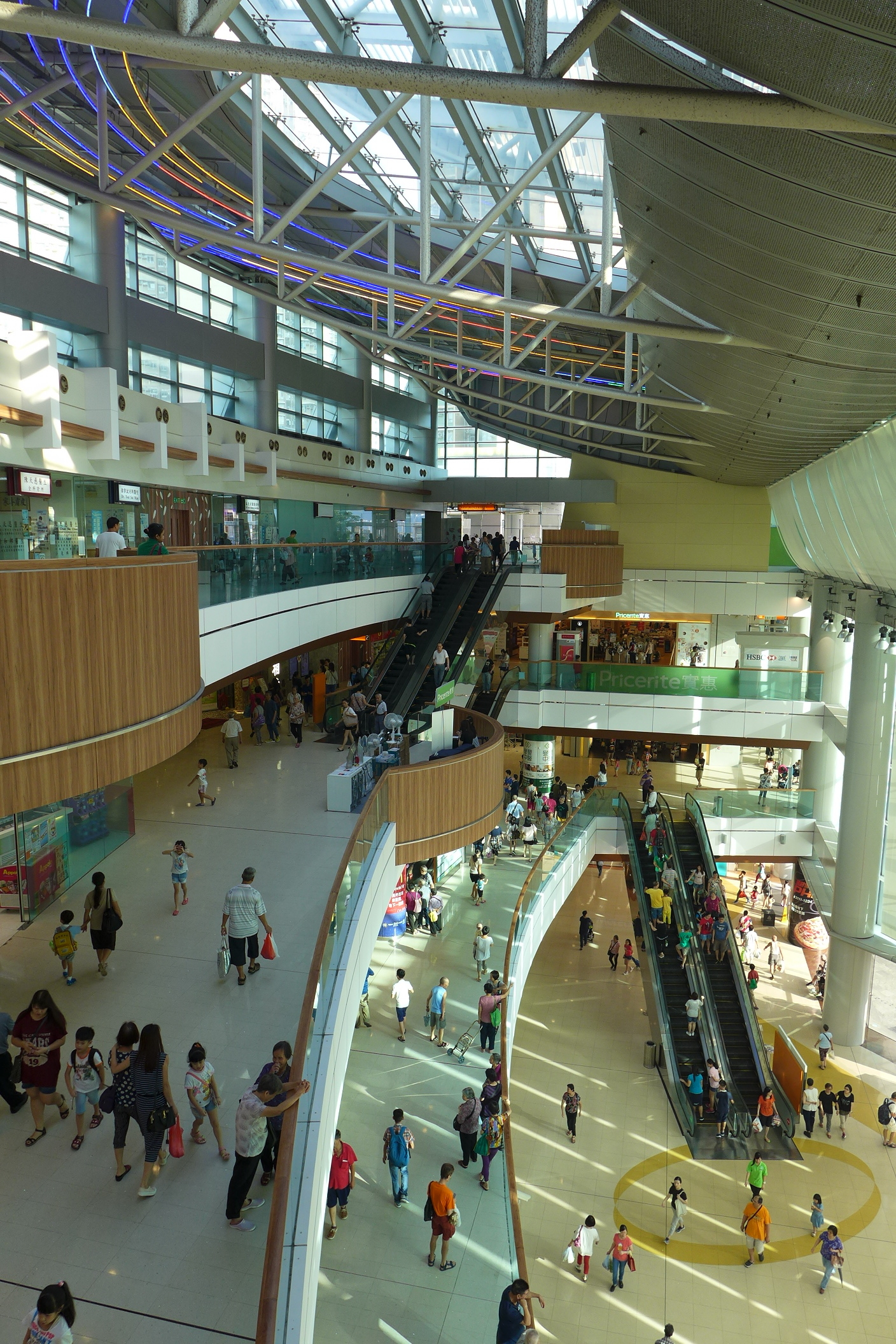
秀茂坪商場南中庭

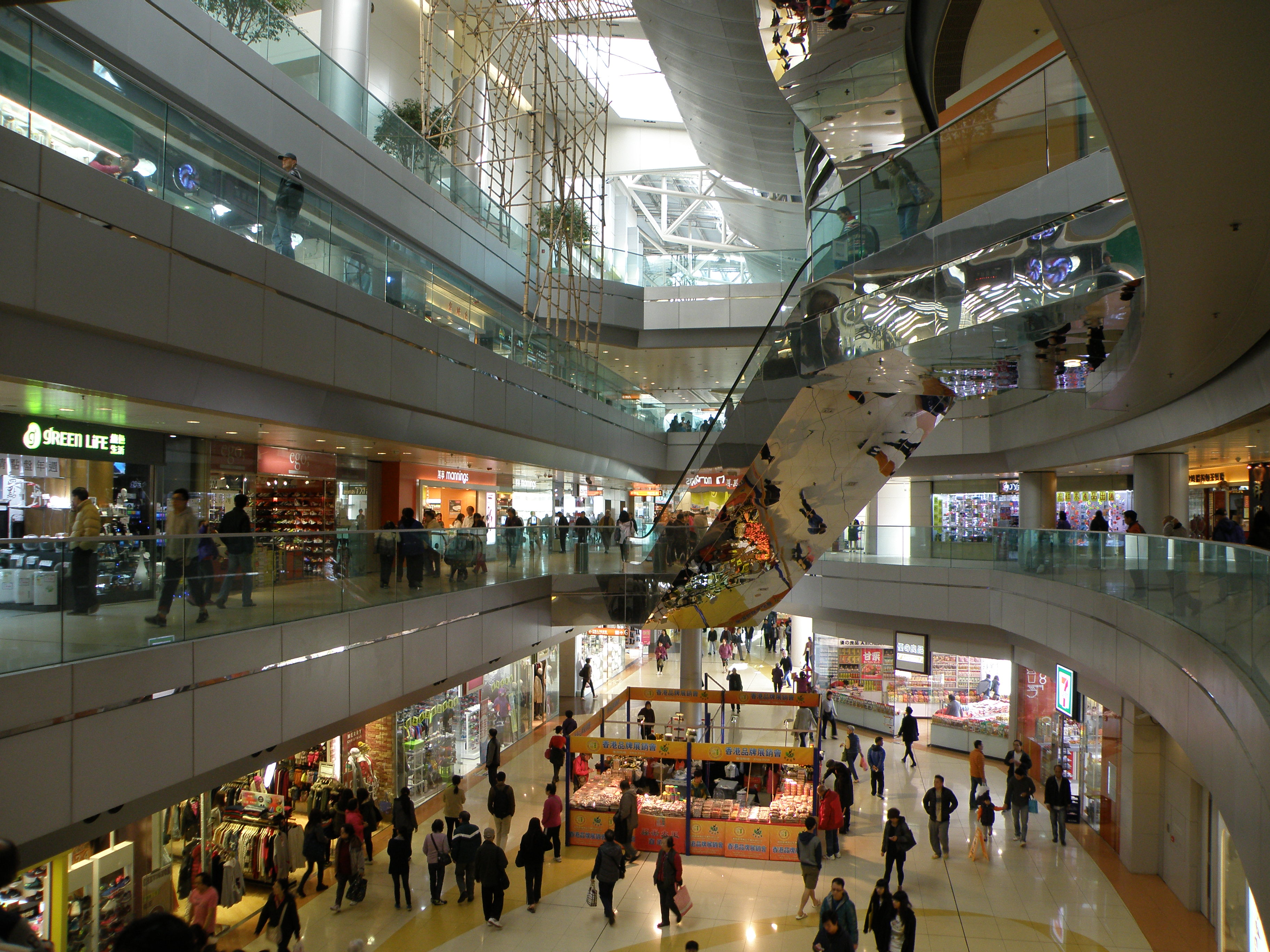
秀茂坪商場北中庭

秀茂坪商場及廣場於2002年啟用，屬秀茂坪邨重建計劃第六期。底層設當年全港最大的公屋街市，商場內是各類形的店舖、食肆及超級市場，頂層為社康護理中心、長者中心、社區進修中心、社會保障辦事處、屋邨辦事處、鄰舍輔導會和診所。商場前方為半圓形廣場，可供公眾閒坐聊天和舉行大型社區活動；商場頂層為一個3樓連接商塲4樓是住宅平台以及花園。
商場設計採用大跨度的鋼製懸桁架、弧形玻璃幕牆，加上充足的自然光線和富節日色彩的燈光設計，因而贏得由香港建築師學會頒發的「2001年城市設計獎」，以至由香港工程師學會及英國結構工程師學會聯合頒發的「2003年卓越結構嘉許獎」。
商場於2015年年尾至2016年初進行簡單翻新。

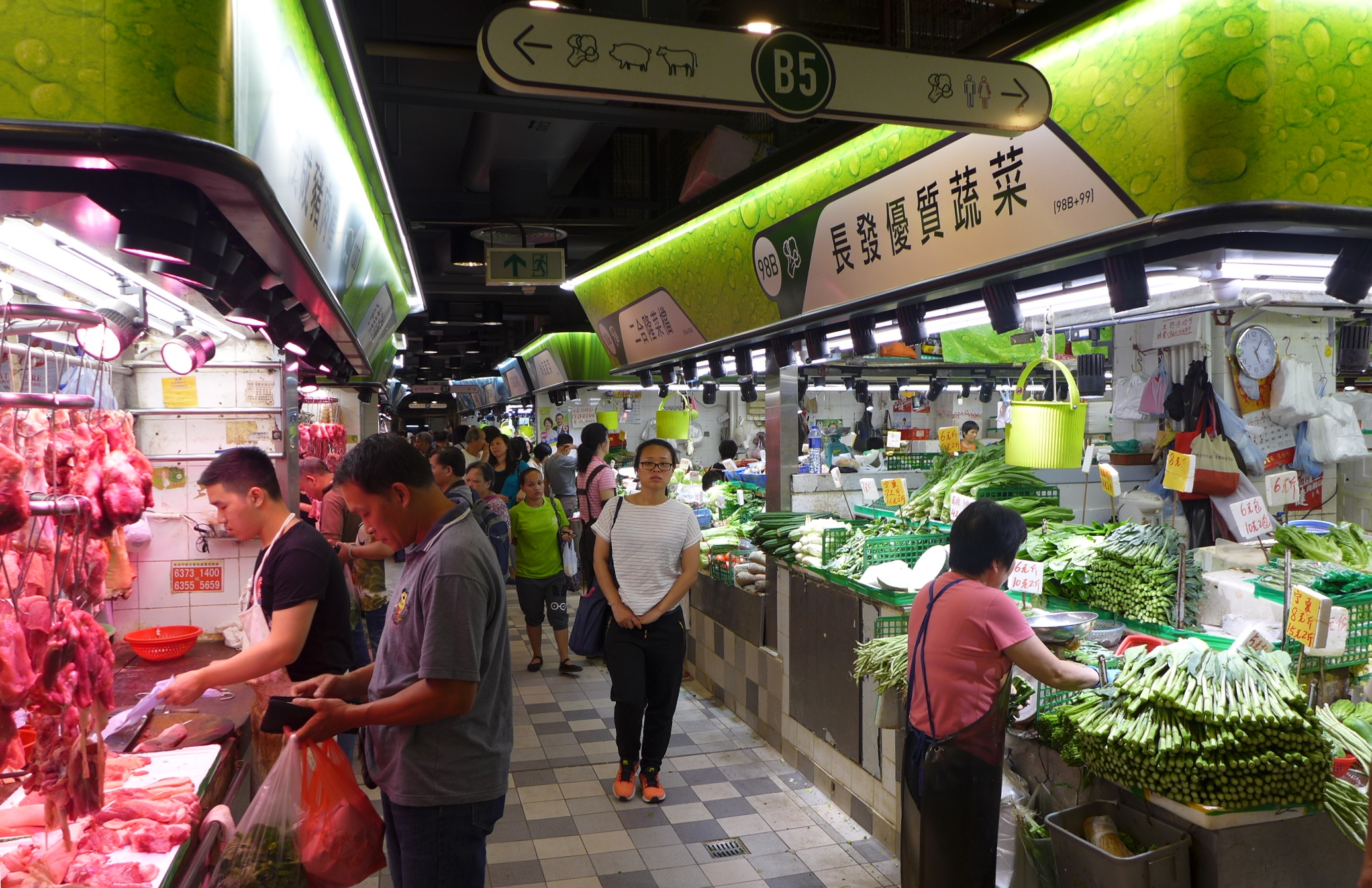
翻新後的秀茂坪街市
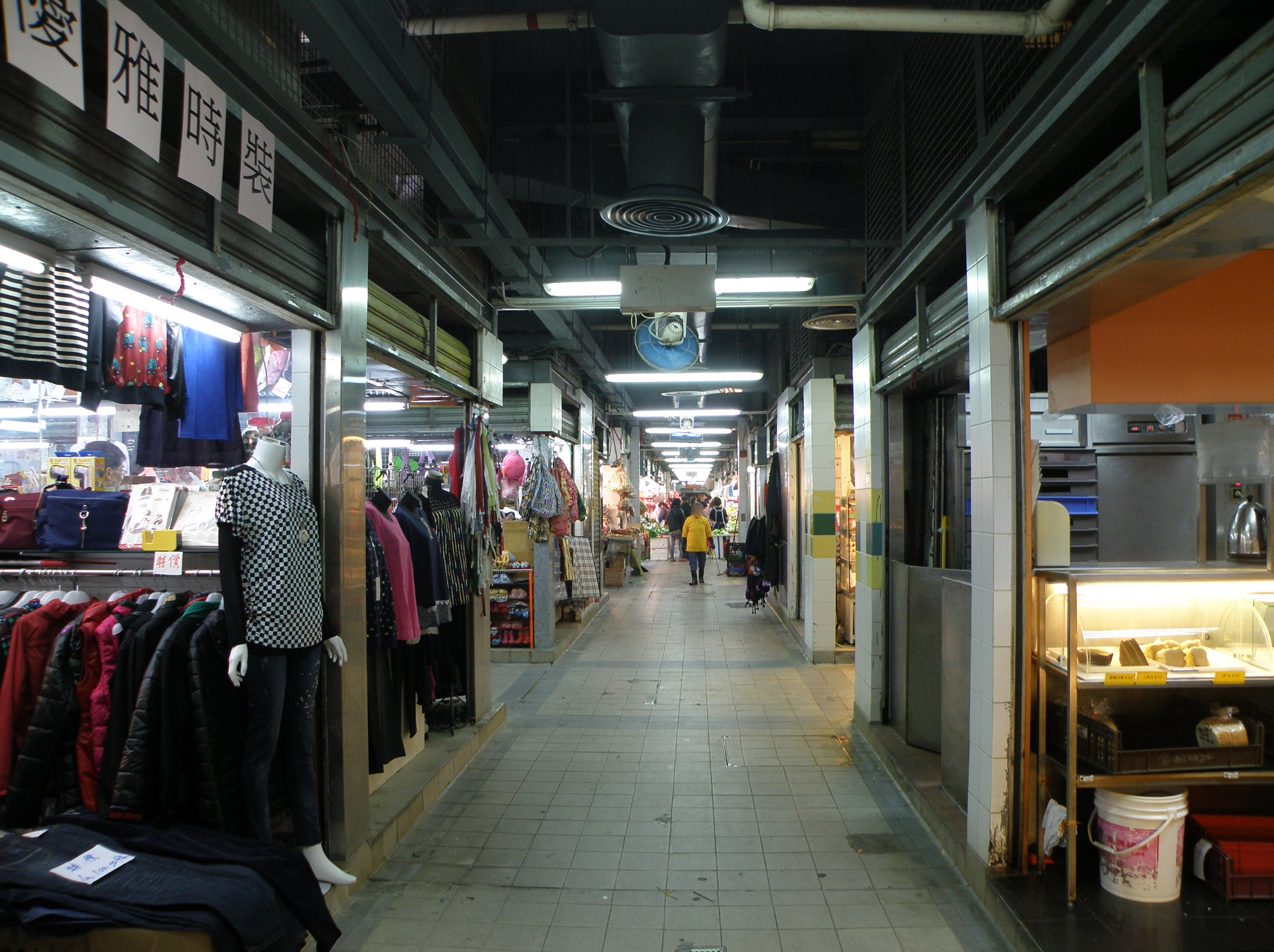
翻新前的秀茂坪街市
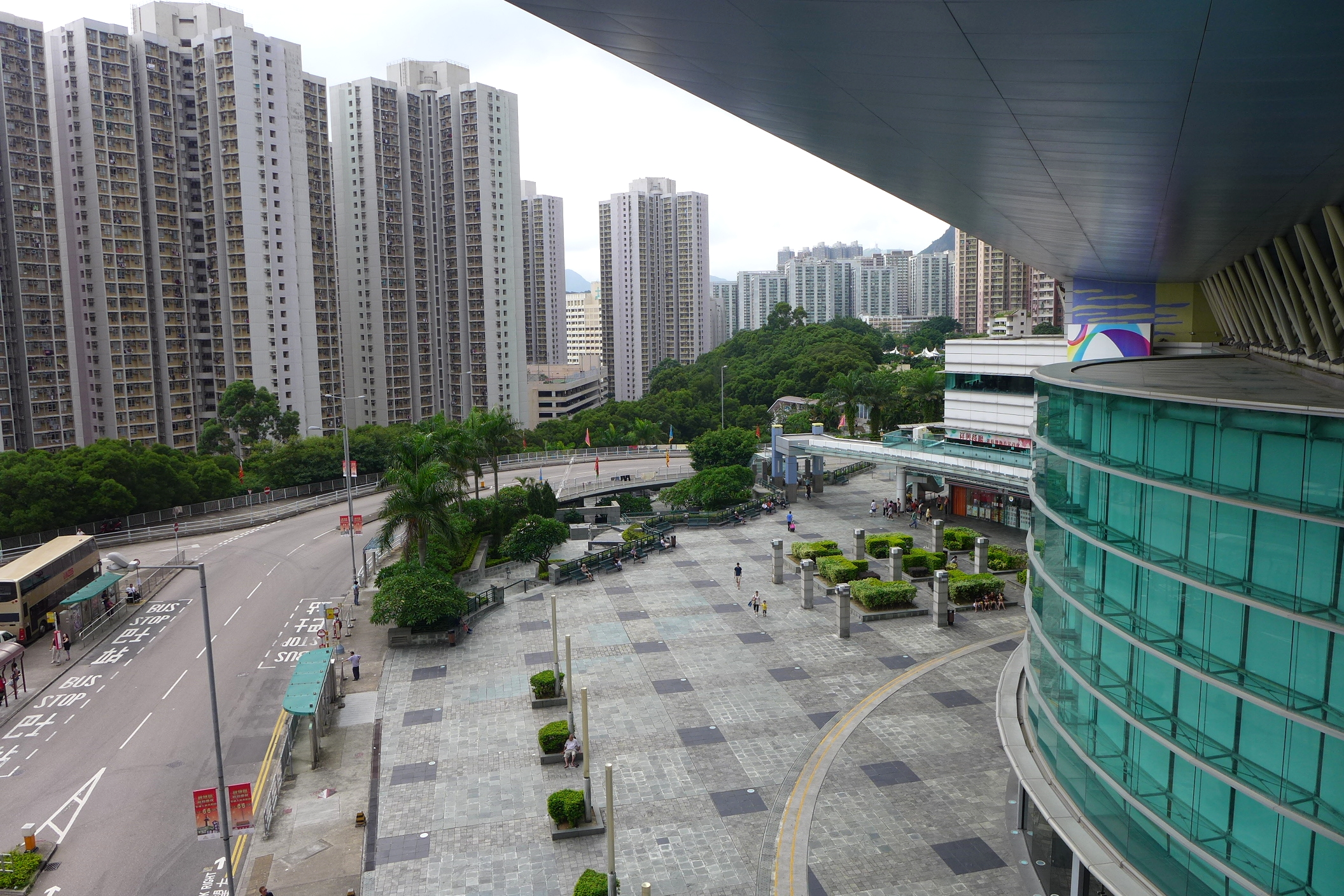
翻新前的半圓形廣場（2015年）
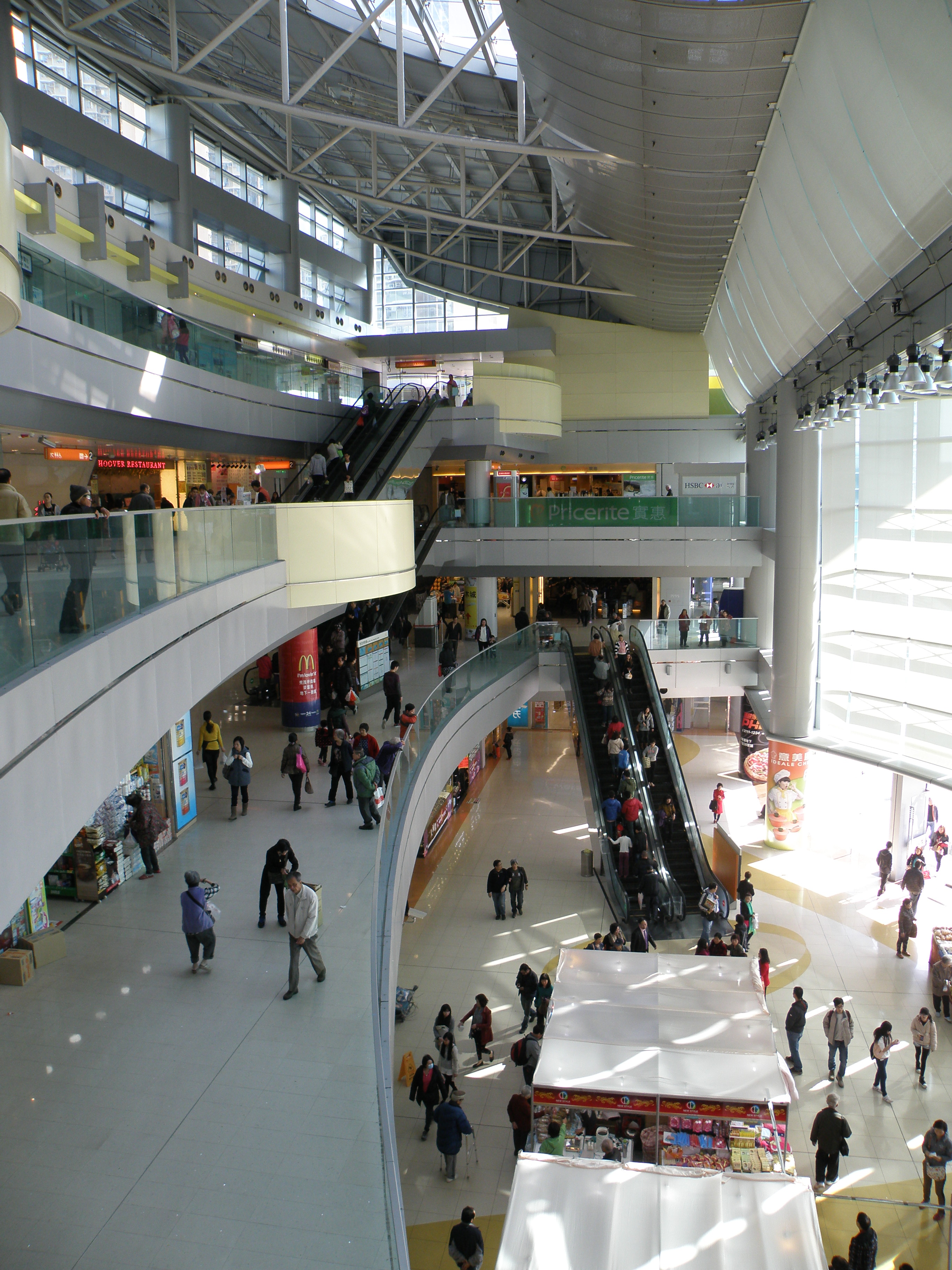
翻新前商場主中庭 （2015年）
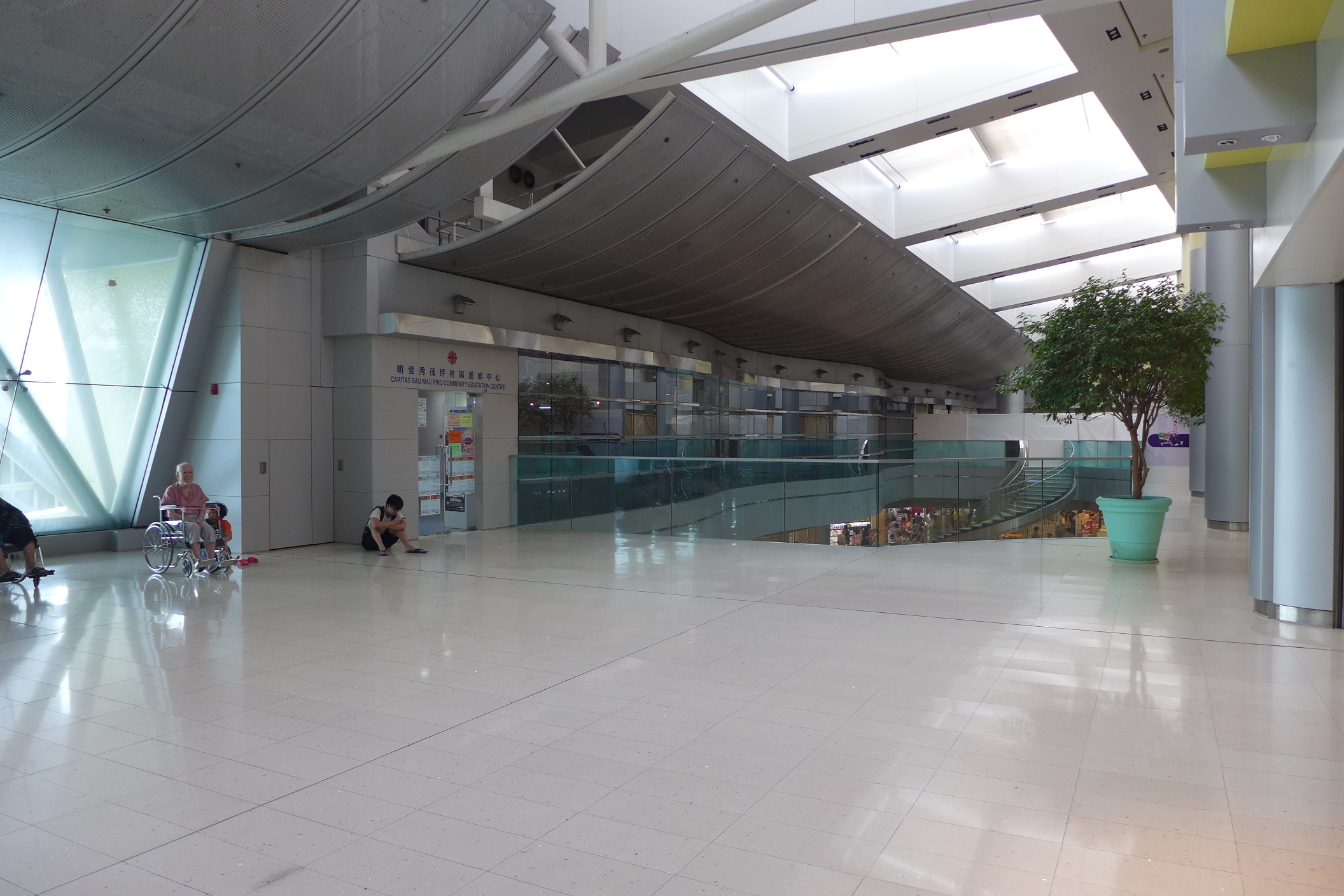
翻新前商場3樓 （2015年）
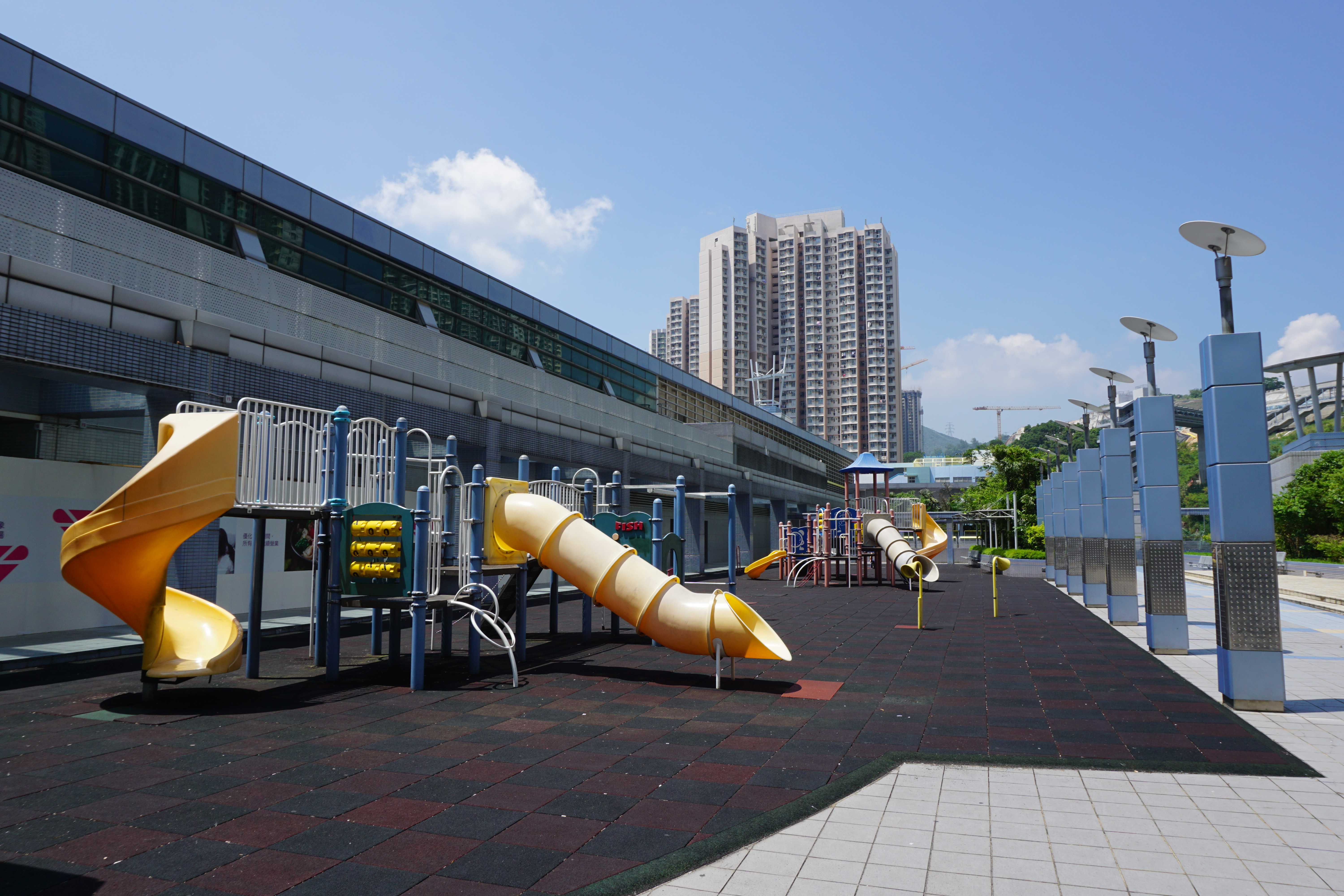
頂層及四樓住宅平台花園

## 教育及福利設施

### 幼稚園
- 聖母潔心會福音秀茂坪幼稚園  （1973年創辦）（位於秀裕樓地下B及C翼）
- 東華三院陳嫺幼兒園 （1979年創辦）（位於秀富樓地下2室）
- 中華傳道會基石幼稚園  （1997年創辦）（位於秀康樓地下）
- 樂善堂文吳泳沂幼稚園  （2002年創辦）（位於秀華樓地下）

### 小學
- 觀塘官立小學(秀明道) （1959年創辦）
- 路德會聖馬太學校（秀茂坪）（1969年創辦，2002年自牛頭角下邨遷入現址）
- 基督教聖約教會堅樂小學（2001年創辦）
- 秀明小學（1946年創辦，2001年自何文田遷入現址）

### 專上及職業教育
- 明愛社區書院-秀茂坪 （位於秀茂坪商場3樓317室）

### 綜合家庭服務中心
- 社會福利署秀寶綜合家庭服務中心（位於秀明樓地下121-126室）

### 長者鄰舍中心
- 東華三院方肇彝長者鄰舍中心 （位於秀明樓地下128-134號）

### 自修室
- 宏施慈善基金秀茂坪自修室中心 （位於秀潤樓一樓）（已落成，已經於2020年底啟用）

### 公共圖書館
- 康樂及文化事務署秀茂坪公共圖書館（於1985年7月19日開放使用，當時位於秀明樓地下104-109室；並於2021年7月23日正式遷入秀潤樓地下高層）

### 社區會堂
- 民政事務總署秀茂坪社區會堂（位於秀潤樓地下）（已落成，並於2020年5月25日對外開放使用，並已於2021年9月25日舉行開幕典禮 [40]）

#### 已關閉學校
| - 中華基督教會基秀小學（與第16座相連，名為第17A座，1992年結束；翌年由設於安置屋邨的方潤華小學取代於1993年及2015年兩度復辦，並於2024年永久停辦。） - 伯特利第三小學（1995年結束） - 天主教潔心學校（鄰近第31座，因兩度拒絕遷校分配而於1995年結束） - 秀茂坪天主教小學（原校舍，鄰近第25座，2001年遷往寶達邨） - 秀茂坪街坊福利會慈愛學校（鄰近第32座；1986年結束） - 香港在職師訓班同學會學校（1984年結束，後來曾分別用作新生命教育協會呂郭碧鳳中學及高雷中學觀塘永久校舍落成前的臨時校址） - 順德聯誼總會趙公普紀念小學（鄰近第21座；1993年結束） - 馮氏宗親會學校（1987年結束） - 基督教宣道會宣基學校（原校舍，鄰近第35座；1996年暫時停辦兩年，其後在將軍澳尚德邨復校） - 黃族宗親會小學校（鄰近第34座；1995年結束） - 港九各區街坊會第一小學（1979-83年間逐步轉為輕度智障兒童學校，並於1998年遷址，易名為將軍澳培智學校） | - 浸信宣道會明基小學（鄰近第29座；1997年結束） - 保良局總理聯誼會丁未小學（原校舍，鄰近第36座；1991年遷往大埔運頭塘邨並更名為保良局田家炳小學，而下午校後來再分拆為保良局田家炳千禧小學） - 保良局秀茂坪幼稚園（原校舍，位於第24座地下；2002年遷往華荔邨前名為「保良局莊瑞傑幼稚園」） - 神召會華惠幼稚園 - 內明幼稚園 - 利百家幼稚園 - 救世軍幼稚園 - 寶田幼稚園 - 東華三院陳嫺幼兒園（原校舍） |

## 外景場地
- 無綫電視劇集《心路GPS》
- 無綫電視劇集《師奶MADAM》
- 無綫電視劇集《溏心風暴3》第40集
- 香港電台劇集《鐵窗邊緣II》第2集《罪在燒》
- 電影《香港製造》
- 電影《三五成群》（取材自此邨發生的童黨燒屍案）

## 曾居住其他名人
- 李思敏，前香港油尖旺區議會大南選區區議員[42]。
- 謝天華，前無綫電視男藝員。

## 區議會議席分佈
| 年度/範圍                                                              | 2004-2007    | 2008-2011    | 2012-2015    | 2016-2019    | 2020-2023    |
| ---------------------------------------------------------------------- | ------------ | ------------ | ------------ | ------------ | ------------ |
| 秀裕樓、秀景樓、秀緻樓、秀慧樓、秀程樓及秀賢樓                         | 秀茂坪南選區 | 秀茂坪南選區 | 秀茂坪南選區 | 秀茂坪中選區 | 秀茂坪中選區 |
| 秀暉樓                                                                 | 秀茂坪南選區 | 秀茂坪南選區 | 秀茂坪南選區 | 秀茂坪中選區 | 秀茂坪南選區 |
| 秀明樓                                                                 | 秀茂坪南選區 | 秀茂坪南選區 | 秀茂坪北選區 | 秀茂坪北選區 | 秀茂坪北選區 |
| 秀富樓、秀安樓、秀康樓、秀樂樓、秀雅樓、秀義樓、秀華樓、秀和樓及秀逸樓 | 秀茂坪北選區 | 秀茂坪北選區 | 秀茂坪北選區 | 秀茂坪北選區 | 秀茂坪北選區 |
| 秀潤樓                                                                 | 尚未落成     | 尚未落成     | 尚未落成     | 秀茂坪北選區 | 秀茂坪北選區 |

## 新聞事件
- 1979年5月20日，精神病漢李明光因不堪照顧壓力，於27座7樓寓所徒手把他身負重病、照顧了5年的父親勒死，最後於同年9月被判入青山醫院治療。原址因為廿六座問題公屋事件被列為危樓，重建後現為秀安樓。
- 1997年5月14日，39座15樓發生秀茂坪童黨燒屍案，是全港最為嚴重的未成年人殺人案之一，最後4名主犯被判終身監禁。原址重建後現為秀明道公園，另棄屍地點亦已重建為秀茂坪商場。
- 1997年8月2日，時值颱風維克托襲港，已搭棚準備拆卸的秀茂坪邨30座棚架倒塌，一度堵塞秀茂坪道。原址現時已重建為秀華樓。
- 2012年5月3日，秀逸樓發生倫常命案，患有精神病的姓鄭男戶主鄭沛森（終年53歲）因拒絕服藥，失常揮刀揚言殺全家，遂亂刀狂劈契媽許婦（75歲）、妻子黃雪美（終年48歲）、長女鄭少敏（17歲）及幼女鄭少沖（15歲）。契媽被劏頸、手按傷口逃到樓下求救，戶主妻子為保護幼女身中二十多刀死亡，長女亦身中十多刀，左耳被斬甩。男戶主在警員衝入屋一刻，由27樓跳下自殺身亡。兇案單位其後由一巴基斯坦裔家庭遷入。
- 2018年9月16日，時值颱風山竹襲港，秀茂坪邨有疑似垃圾站的揭蓋式鐵皮屋頂被吹走。
- 2019年9月28日，時值香港反修例運動，秀茂坪邨秀暉樓、秀賢樓、秀程樓對開連附近一行人天橋發生國旗被破壞事件，共有22面五星紅旗連旗杆被反修例示威者拆下棄置到垃圾桶和山坡。警方列作刑事毀壞案調查。[48][49]
- 2022年3月19日，一輛私家車於秀明道基督教聖約教會堅樂小學 （页面存档备份，存于）對開起火，現場火勢猛烈，並冒出大量濃煙，濃煙升至半空，涉事私家車嚴重焚毀，車身僅燒淨車架，事故無人受傷。車上本只有涉事男司機一人，他將車輛停泊於上址路旁後到附近購買外賣，返回途中就發現車輛已冒煙起火。有附近民眾於事後表示曾聽見多下爆炸聲。[50][51]
- 2023年9月22日，秀茂坪邨秀慧樓38樓3807室發生雙屍案，一名保安發現一單位傳出惡臭後報警求助。警方和消防人員到場入屋後發現兩名男子倒斃屋內。據了解兩名分別55歲及53歲的死者為一對兄弟，一直與其母親居住於上址。消息指，兩名死者天生有智力問題，而母親因病入院，家中的雪櫃亦沒有任何食物。[52]

## 鄰近
- 秀茂坪交通安全城
- 寶達邨
- 安達邨
- 興田邨
- 安泰邨
- 順天邨
- 曉麗苑